# 2019年の音楽
2019年の音楽（2019ねんのおんがく）では、2019年の音楽産業や音楽活動に関する出来事をまとめる。
2018年の音楽 - 2019年の音楽 - 2020年の音楽

## 世界で最も売れたアーティスト
IFPI Global Recording Artist of the Year
1. テイラー・スウィフト
2. エド・シーラン
3. ポスト・マローン
4. ビリー・アイリッシュ
5. クイーン
6. アリアナ・グランデ
7. BTS
8. ドレイク
9. レディー・ガガ
10. ビートルズ

## 日本で活躍したアーティスト
Billboard JAPAN TOP ARTISTS
※提供：Billboard JAPAN
1. あいみょん
2. 米津玄師
3. Official髭男dism
4. 嵐
5. TWICE
6. back number
7. ONE OK ROCK
8. クイーン
9. 乃木坂46
10. BTS

## 概要

### 1月
- 1日 - 「三代目 J Soul Brothers from EXILE TRIBE」の表記を「三代目 J SOUL BROTHERS from EXILE TRIBE」に変更[3]。
- 8日
  - 西野カナが2月1日 - 3日に横浜アリーナで行われる3DAYSライブ「Kana Nishino Love Collection Live 2019」をもって無期限活動休止をする旨を自身の公式ウェブサイト[4]、及び、公式ファンクラブ内にて発表した。
  - サザンオールスターズの桑田佳祐が桑田佳祐 & The Pin Boys名義で発売したシングル「レッツゴーボウリング」が2019年1月14日付のオリコン週間ランキングで1位を獲得したことにより、桑田が62歳11か月での1位獲得となりそれまで秋元順子が61歳7か月で保持していた最年長首位獲得を更新した。また、ソロとして30代、40代、50代、60代で首位獲得を記録し、史上初の「年齢4年代連続のシングル1位」も記録した[5]。
- 11日 - 男性歌謡グループ純烈のメンバー・友井雄亮が、自身に関する記事が週刊誌に掲載されたことを受けて記者会見を行い、記事内容の概ねを認め、グループからの脱退と芸能活動の引退を表明[6]。
- 15日 - 先月19日に発売した星野源の『POP VIRUS』が1月21日付のオリコン週間アルバムランキングで初登場から4週連続での1位を達成。4週連続のアルバム1位は宇多田ヒカルの『Fantôme』以来2年3ヶ月ぶり、男性ソロアーティストとしては徳永英明の『VOCALIST 4』以来8年8ヶ月ぶり[7]。
- 16日 - Fear, and Loathing in Las VegasのKeiが1月12日に急性心不全のため死去。それに伴いアルバムリリース、ツアーや主催イベント「MEGA VEGAS」の開催などを一旦中止。活動自体は継続予定[8]。
- 17日 - 三浦大知が2月24日に国立劇場で行われる式典「天皇陛下御在位三十年記念式典」の中で、天皇作詞、皇后作曲の「歌声の響」を披露することが発表された[9]。
- 27日 - 嵐が公式ファンクラブサイトに配信した動画にて2020年12月31日をもって活動を休止することを発表[10]。リーダーの大野智が同日をもって休養に入ることも記者会見で発表した[11]。

### 2月
- 11日 - 欅坂46の2軍的存在として結成されたけやき坂46が、3年の活動を経て、2月11日にグループ名を日向坂46に改名することをサプライズで発表。活動中のグループの改名は坂道シリーズでは初。3月27日にデビューシングル「キュン」を発売[12]。
- 27日 - 9nineが同年4月6日の単独ライブを以って活動を休止することを所属事務所が発表。メンバー個人の芸能活動は継続する[13]。

### 3月
- 13日
  - AKB48グループの恒例イベントだった『AKB48選抜総選挙』を2019年は開催しないことが発表された[14]。
  - 女性3人組ユニットのKalafinaが解散することを所属事務所であるスペースクラフトの公式サイトで発表[15]。
  - 女性デュオのやなわらばーが2020年12月31日をもって解散することを公式サイトで発表[16]。

### 4月
- 5日 - ヒトリエのボーカルwowakaが急性心不全のため死去。オフィシャルサイトでは6日・7日の公演を「メンバーの諸事情」により中止する旨をアナウンスしていた。なおこの訃報に伴い全国ツアーは中止し、イベントはキャンセルとなった[17]。
- 22日 - シンガーソングライターの岡村孝子が急性白血病と診断されたことを、自身の公式ホームページなどで明らかにした。長期入院のため、6〜7月に予定されていたコンサートツアー全4公演を中止することも発表された[18][19][20]。

### 5月
- 8日 - 女性アイドルグループつばきファクトリーの浅倉樹々が以前から患っている腰椎椎間板ヘルニアの症状が深刻化したため一時活動休止になることが発表された[21]。
- 19日 - NGT48で山口真帆ら3人が卒業。

### 6月
- 13日 - KANA-BOONの飯田祐馬が5日から連絡が取れない状態であることと14日に行われるはずだったライブイベントの中止をサイト上で発表。その後無事帰宅したものの、医療機関で精神的な病気と診断され治療に専念するため飯田は一時活動休止となる（飯田不在の間はサポートベーシストを入れライブを行う）[22]。
- 14日 - 日本でチケット不正転売禁止法が施行。これにより不正に転売したり転売目的で譲り受ける行為が禁止となった[23]。

### 7月
- 7日 - Czecho No Republicの武井優心とタカハシマイが入籍したことをオフィシャルホームページやSNSアカウントで手書きメッセージによって発表[24]。

### 8月
- 25日、CHAGE and ASKAのASKAがこの日、同デュオから脱退することを、自らの公式サイトにて表明した[25]。

### 9月
- 4日 - ジャニーズ事務所創業者・ジャニー喜多川（7月9日没、享年87）の「お別れの会」が東京ドームで開催され、同事務所の所属タレントをはじめ、かつて同事務所にいたタレント、生前親交のあった著名人や、ファンら約9万人以上が参列した[26]。
- 5日 - 関ジャニ∞のメンバー、錦戸亮がこの日、同月末を以て同グループの脱退ならびにジャニーズ事務所を退所することを発表[27]。
- 20日 - Flowerが同月内をもって解散すること、メンバーの中島美央が年内をもって芸能活動引退することを発表[28]。
- 28日
  - ロンドンで開催された「DMC World DJ Championships 2019」にCreepy NutsのDJ松永が日本代表としてバトル部門に出場。優勝を果たし世界一となった[29]。

### 10月
- 18日 - テレビ朝日系の長寿歌謡番組『ミュージックステーション』が放送34年目を迎えるこの月、放送時間を1986年の番組開始当初からの金曜20時→21時へ移動、リニューアル。

### 11月
- 12日
  - 活動を一時休止していたKANA-BOONの飯田祐馬が脱退したことを公式サイト上で発表[30]。

### 12月
- 14日 - 第52回日本作詩大賞の最終審査会がテレビ東京本社スタジオにて開催（この模様はBSテレ東にて18:30 - 20:54に生放送）され、作詞家・小説家の松岡弘一が氷川きよしに作詩提供した「最上の船頭」で初の大賞を受賞した[31]。
- 30日 - 第61回日本レコード大賞の発表音楽会・最終審査が新国立劇場中劇場にて開催され（この模様はTBSテレビ系列にて17:30 - 22:00に生放送、またTBSラジオほかJRN系列の一部局でも生放送）[32]、子供5人組ユニットFoorinが「パプリカ」で大賞初受賞となった。またメンバーの内もえの・りりこ・ちせは当時小学生で、小学生での大賞受賞者は史上初となった[33]。一方最優秀新人賞は女性アイドルグループBEYOOOOONDSが「眼鏡の男の子」で受賞した[34]。総合司会は前年の第60回に続き安住紳一郎（TBSアナウンサー）と土屋太鳳が務めた[35]。
- 31日 - EXILEらが所属するLDHが主催するカウントダウンライブイベント「LDH PERFECT YEAR 2020 COUNTDOWN LIVE 2019→2020」が福岡ヤフオク!ドームにて開催（ - 2020年1月1日未明）[36]。

## ジャズ
- クリス・ポッター 『Circuits』[37]

## クラシック
- アヴナー・ドーマン『レターズ・フロム・ゲティスバーグ』[38]

## シングル

### IFPI グローバル・デジタル・シングル
※デジタル・ダウンロード、ストリーミング数を総合し換算

1. ビリー・アイリッシュ「bad guy」
2. リル・ナズ・X「Old Town Road」
3. ショーン・メンデス & カミラ・カベロ「Señorita」
4. ポスト・マローン & スウェイ・リー「Sunflower」
5. アリアナ・グランデ「7 rings」
6. トーンズ・アンド・アイ「Dance Monkey」
7. エド・シーラン & ジャスティン・ビーバー「I Don't Care」
8. レディー・ガガ & ブラッドリー・クーパー「Shallow」
9. ルイス・キャパルディ「Someone You Loved」
10. ホールジー「Without Me」

### Billboard Hot 100 年間TOP10
※Billboard 集計期間: 2018年11月24日 - 2019年11月16日

1. リル・ナズ・X featuring ビリー・レイ・サイラス「Old Town Road」
2. ポスト・マローン & スウェイ・リー「Sunflower」
3. ホールジー「Without Me」
4. ビリー・アイリッシュ「Bad guy」
5. ポスト・マローン「Wow」
6. マシュメロ & バスティル「Happier」
7. アリアナ・グランデ「7 Rings」
8. カリード「Talk」
9. トラヴィス・スコット「Sicko Mode」
10. ジョナス・ブラザーズ「Sucker」

## アルバム

### IFPI グローバル・アルバム
※フィジカル、デジタル・ダウンロードの売上データのみを集計

1. 嵐「5×20 All the BEST!! 1999-2019」
2. テイラー・スウィフト「Lover」
3. BTS「MAP OF THE SOUL : PERSONA」
4. レディー・ガガ「A Star is Born OST」
5. ビリー・アイリッシュ「When We All Fall Asleep, Where Do We Go?」
6. クイーン「ボヘミアン・ラプソディ」
7. エド・シーラン「No.6 Collaborations Project」
8. アリアナ・グランデ「thank u, next」
9. ラムシュタイン「タイトルなし(Untitled)」
10. ビートルズ「アビイ・ロード」

## 日本のシングル
- Billboard JAPAN Hot 100は米津玄師「Lemon」が史上初めて2年連続で年間1位を獲得した[42]。
- 「Lemon」はダウンロードでも2年連続年間1位となっており、これが大きく牽引してのHot 100年間1位となった[42]。なお、「Lemon」は最終的に300万DLを突破しており、これはGReeeeNの「キセキ」、青山テルマ feat.SoulJaの「そばにいるね」に次ぐ史上3作目の記録となる[43]。
- ストリーミングではあいみょん「マリーゴールド」やOfficial髭男dism「Pretender」が年間上位となった[42]。
- CD売上は10年連続でAKB48が年間1位となっている。

### Billboard Japan Hot 100 年間TOP25
※Billboard JAPAN 集計期間: 2018年11月26日 - 2019年11月24日
- 1位 米津玄師「Lemon」
- 2位 あいみょん「マリーゴールド」
- 3位 Official髭男dism「Pretender」
- 4位 King Gnu「白日」
- 5位 米津玄師「馬と鹿」
- 6位 菅田将暉「まちがいさがし」
- 7位 Foorin「パプリカ」
- 8位 あいみょん「今夜このまま」
- 9位 DA PUMP「U.S.A.」
- 10位 Official髭男dism「宿命」
- 11位 あいみょん「君はロックを聴かない」
- 12位 米津玄師「Flamingo」
- 13位 あいみょん「ハルノヒ」
- 14位 欅坂46「黒い羊」
- 15位 back number「HAPPY BIRTHDAY」
- 16位 乃木坂46「Sing Out!」
- 17位 Official髭男dism「ノーダウト」
- 18位 BTS「Lights」
- 19位 乃木坂46「夜明けまで強がらなくてもいい」
- 20位 日向坂46「キュン」
- 21位 DAOKO×米津玄師「打上花火」
- 22位 菅田将暉「さよならエレジー」
- 23位 あいみょん「愛を伝えたいだとか」
- 24位 乃木坂46「帰り道は遠回りしたくなる」
- 25位 ONE OK ROCK「Wasted Nights」

### CD年間TOP10
※提供：オリコン（2018年12月24日～2019年12月16日集計）
- 1位 AKB48「サステナブル」
- 2位 AKB48「ジワるDAYS」
- 3位 乃木坂46「Sing Out!」
- 4位 乃木坂46「夜明けまで強がらなくてもいい」
- 5位 欅坂46「黒い羊」
- 6位 BTS「Lights/Boy With Luv」
- 7位 嵐「BRAVE」
- 8位 日向坂46「キュン」
- 9位 日向坂46「こんなに好きになっちゃっていいの?」
- 10位 日向坂46「ドレミソラシド」

### ダウンロード（単曲）年間TOP10
※Billboard JAPAN 集計期間: 2018年11月26日 - 2019年11月24日
- 1位 米津玄師「Lemon」
- 2位 米津玄師「馬と鹿」
- 3位 あいみょん「マリーゴールド」
- 4位 back number「HAPPY BIRTHDAY」
- 5位 菅田将暉「まちがいさがし」
- 6位 Foorin「パプリカ」
- 7位 Official髭男dism「Pretender」
- 8位 米津玄師「Flamingo」
- 9位 RADWIMPS「愛にできることはまだあるかい」
- 10位 King Gnu「白日」

### ストリーミング年間TOP10
※Billboard JAPAN 集計期間: 2018年11月26日 - 2019年11月24日
- 1位 あいみょん「マリーゴールド」
- 2位 Official髭男dism 「Pretender」
- 3位 King Gnu「白日」
- 4位 あいみょん「今夜このまま」
- 5位 あいみょん 「君はロックを聴かない」
- 6位 Official髭男dism「宿命」
- 7位 Official髭男dism 「ノーダウト」
- 8位 Foorin 「パプリカ」
- 9位 菅田将暉 「まちがいさがし」
- 10位 あいみょん 「愛を伝えたいだとか」

### インディーズシングル年間10
- 1位 SEVENTEEN「Happy Ending」
- 2位 刀剣男士 formation of 三百年「鼓動」
- 3位 M!LK「ERA」
- 4位 M!LK「かすかに、君だった。」
- 5位 ONE N' ONLY「Dark Knight」
- 6位 ONE N' ONLY「Category/My Love」
- 7位 超特急「Hey Hey Hey」
- 8位 Hi☆Five「We are Hi☆Five」
- 9位 Hi☆Five「Heart Beat」
- 10位 BATTLE BOYS「ebidence」

### 演歌・歌謡年間10
- 1位 氷川きよし「大丈夫/最上の船頭」
- 2位 山内惠介「唇スカーレット」
- 3位 純烈「純烈のハッピーバースデー」
- 4位 水森かおり「高遠 さくら路」
- 5位 竹島宏「夢の振り子」
- 6位 三山ひろし「望郷山河」
- 7位 福田こうへい「男川」
- 8位 市川由紀乃「雪恋華」
- 9位 丘みどり「紙の鶴」
- 10位 辰巳ゆうと「おとこの純情」

### ゴールドディスク認定
| 作品名                                                  | 認定       |
| 2ミリオン                                               | 2ミリオン  |
| ------------------------------------------------------- | ---------- |
| AKB48「サステナブル」                                   | 2020年1月  |
| ダブル・プラチナ                                        |            |
| King & Prince「君を待ってる」                           | 2020年6月  |
| King & Prince「koi-wazurai」                            | 2021年2月  |
| プラチナ                                                |            |
| LiSA「紅蓮華」                                          | 2020年12月 |
| ゴールド                                                |            |
| KinKi Kids「光の気配」                                  | 2019年12月 |
| 氷川きよし「大丈夫/最上の船頭」                         | 2019年12月 |
| BOYS AND MEN「ガッタンゴットンGO!」                     | 2019年12月 |
| M!LK「ERA」                                             | 2019年12月 |
| アンジュルム「私を創るのは私/全然起き上がれないSUNDAY」 | 2020年1月  |

### ストリーミング認定
| 作品名                                                        | 認定                                               |
| ダブル・ダイヤモンド (1,000,000,000ストリーミング)            | ダブル・ダイヤモンド (1,000,000,000ストリーミング) |
| ------------------------------------------------------------- | -------------------------------------------------- |
| YOASOBI「夜に駆ける」                                         | 2025年3月                                          |
| ダイヤモンド (500,000,000ストリーミング)                      |                                                    |
| Official髭男dism「Pretender」                                 | 2022年2月                                          |
| King Gnu「白日」                                              | 2023年6月                                          |
| Mrs. GREEN APPLE「インフェルノ」                              | 2025年3月                                          |
| トリプル・プラチナ (300,000,000ストリーミング)                |                                                    |
| LiSA「紅蓮華」                                                | 2023年1月                                          |
| Official髭男dism「宿命」                                      | 2023年1月                                          |
| Official髭男dism「イエスタデイ」                              | 2023年2月                                          |
| 菅田将暉「まちがいさがし」                                    | 2024年11月                                         |
| あいみょん「ハルノヒ」                                        | 2024年12月                                         |
| 瑛人「香水」                                                  | 2025年1月                                          |
| Mrs. GREEN APPLE「ロマンチシズム」                            | 2025年3月                                          |
| マカロニえんぴつ「ブルーベリー・ナイツ」                      | 2025年3月                                          |
| back number「HAPPY BIRTHDAY」                                 | 2025年5月                                          |
| ダブル・プラチナ (200,000,000ストリーミング)                  |                                                    |
| BTS「Boy With Luv feat.ホールジー」                           | 2023年3月                                          |
| TWICE「Feel Special」                                         | 2023年4月                                          |
| Vaundy「東京フラッシュ」                                      | 2023年9月                                          |
| 優里「かくれんぼ」                                            | 2023年2月                                          |
| ちゃんみな「Never Grow Up」                                   | 2024年3月                                          |
| King Gnu「Teenager Forever」                                  | 2024年5月                                          |
| King Gnu「飛行艇」                                            | 2024年5月                                          |
| プラチナ (100,000,000ストリーミング)                          |                                                    |
| ビリー・アイリッシュ「bad guy」                               | 2021年3月                                          |
| 米津玄師「馬と鹿」                                            | 2021年12月                                         |
| BTS「Lights」                                                 | 2021年12月                                         |
| TWICE「FANCY」                                                | 2022年2月                                          |
| 空音「Hug feat.kojikoji」                                     | 2022年3月                                          |
| King Gnu「傘」                                                | 2022年6月                                          |
| あいみょん「空の青さを知る人よ」                              | 2022年12月                                         |
| マカロニえんぴつ「ヤングアダルト」                            | 2023年3月                                          |
| BLACKPINK「KILL THIS LOVE」                                   | 2023年7月                                          |
| ヨルシカ「だから僕は音楽を辞めた」                            | 2023年7月                                          |
| 藤井風「何なんw」                                             | 2023年9月                                          |
| ダン+シェイ&ジャスティン・ビーバー「10,000アワーズ」          | 2024年3月                                          |
| Mrs. GREEN APPLE「CHEERS」                                    | 2024年5月                                          |
| Aimer「コイワズライ」                                         | 2024年5月                                          |
| 神はサイコロを振らない「夜永唄」                              | 2024年6月                                          |
| 瑛人「香水」                                                  | 2024年6月                                          |
| エド・シーラン&ジャスティン・ビーバー「アイ・ドント・ケア」   | 2024年7月                                          |
| ショーン・メンデス「イフ・アイ・キャント・ハブ・ユー」        | 2024年10月                                         |
| sumika「願い」                                                | 2025年1月                                          |
| Official髭男dism「ビンテージ」                                | 2025年2月                                          |
| Mrs. GREEN APPLE「lovin'」                                    | 2025年5月                                          |
| ゴールド (50,000,000ストリーミング)                           |                                                    |
| MAMAMOO「HIP」                                                | 2021年3月                                          |
| ITZY「DALLA DALLA」                                           | 2021年12月                                         |
| ITZY「ICY」                                                   | 2021年12月                                         |
| マルーン5「メモリーズ」                                       | 2022年4月                                          |
| 三代目 J SOUL BROTHERS from EXILE TRIBE「Rat-tat-tat」        | 2022年4月                                          |
| milet「us」                                                   | 2022年4月                                          |
| ザ・ウィークエンド「ブラインディング・ライツ」                | 2022年2月                                          |
| BTS「Mikrokosmosat」                                          | 2022年4月                                          |
| あいみょん「真夏の夜の匂いがする」                            | 2022年6月                                          |
| BTS「Boy With Luv (Japanese ver.)」                           | 2022年6月                                          |
| King Gnu「The hole」                                          | 2022年9月                                          |
| サカナクション「忘れられないの」                              | 2022年9月                                          |
| ショーン・メンデス,カミラ・カベロ「セニョリータ」             | 2022年9月                                          |
| マルーン5「ペイ・フォン feat.ウィズ・カリファ」               | 2022年9月                                          |
| ずっと真夜中でいいのに。「勘冴えて悔しいわ」                  | 2022年10月                                         |
| スピッツ「優しいあの子」                                      | 2022年11月                                         |
| トーンズ・アンド・アイ「ダンス・モンキー」                    | 2022年11月                                         |
| milet「inside you」                                           | 2022年12月                                         |
| BTS「Make It Right」                                          | 2022年12月                                         |
| あいみょん「ら、のはなし」                                    | 2023年1月                                          |
| King Gnu「Sorrows」                                           | 2023年1月                                          |
| iri「Wonderland」                                             | 2023年3月                                          |
| 嵐「Turning Up」                                              | 2023年4月                                          |
| CREAM「BANANA」                                               | 2023年4月                                          |
| GeG「Merry Go Round feat. BASI, 唾奇, VIGORMAN & WILYWNKA」   | 2023年5月                                          |
| Mrs. GREEN APPLE「Attitude」                                  | 2023年6月                                          |
| ヨルシカ「雨とカプチーノ」                                    | 2023年6月                                          |
| WANIMA「GONG」                                                | 2023年6月                                          |
| デュア・リパ「ドント・スタート・ナウ」                        | 2023年7月                                          |
| アヴィーチー「SOS feat.アロー・ブラック」                     | 2023年8月                                          |
| MAN WITH A MISSION「Remember Me」                             | 2023年9月                                          |
| SEVENTEEN「HIT」                                              | 2023年9月                                          |
| 藤井風「もうええわ」                                          | 2023年10月                                         |
| ちゃんみな「Call」                                            | 2023年10月                                         |
| あいみょん「恋をしたから」                                    | 2023年10月                                         |
| RADWIMPS「愛にできることはまだあるかい」                      | 2023年11月                                         |
| テイラー・スウィフト「ME! feat. ブレンドン・ユーリー」        | 2023年11月                                         |
| マシュメロ,チャーチズ「ヒア・ウィズ・ミー」                   | 2023年12月                                         |
| アリアナ・グランデ「セブン・リングス」                        | 2023年12月                                         |
| IU「Blueming」                                                | 2024年1月                                          |
| テイラー・スウィフト「クルーエル・サマー」                    | 2024年3月                                          |
| Heize「We Don't Talk Together」                               | 2024年3月                                          |
| ジョナス・ブラザーズ「サッカー」                              | 2024年5月                                          |
| Stray Kids「MIROH」                                           | 2024年7月                                          |
| BTS「Dionysus」                                               | 2024年8月                                          |
| 平井大「THE GIFT」                                            | 2024年8月                                          |
| WANIMA「アゲイン」                                            | 2024年9月                                          |
| 日向坂46「キュン」                                            | 2024年10月                                         |
| King Gnu「It's a small world」                                | 2024年10月                                         |
| ビービー・レクサ「ガール・イン・ザ・ミラー」                  | 2024年11月                                         |
| 東京ディズニーランド「ジャンボリミッキー!」                   | 2024年12月                                         |
| 中村倫也,木下晴香「ホール・ニュー・ワールド(日本語版)」       | 2024年12月                                         |
| GENERATIONS from EXILE TRIBE「One in a Million -奇跡の夜に-」 | 2025年1月                                          |
| ファイヴ・セカンズ・オブ・サマー「ティース」                  | 2025年2月                                          |
| My Hair is Bad「虜」                                          | 2025年2月                                          |
| サカナクション「モス」                                        | 2025年3月                                          |
| UVERworld「Touch off」                                        | 2025年3月                                          |
| テイラー・スウィフト「ラヴァー」                              | 2025年4月                                          |
| Official髭男dism「Amazing」                                   | 2025年4月                                          |
| RADWIMPS「グランドエスケープ feat.三浦透子」                  | 2025年5月                                          |
| シルバー (30,000,000ストリーミング※旧基準)                    |                                                    |
| 欅坂46「黒い羊」                                              | 2021年6月                                          |
| Shuta Sueyoshi「HACK」                                        | 2021年10月                                         |

## 日本のアルバム
- 嵐の『5×20 All the BEST!! 1999-2019』が2019年9月にダブルミリオンを突破した。アルバム作品の売上枚数が200万枚を突破したのは、2018年1月に安室奈美恵の『Finally』が記録して以来1年8ヶ月ぶり。

### CD年間TOP25
- 1位 嵐 -『5×20 All the BEST!! 1999-2019』
- 2位 King & Prince -『King & Prince』
- 3位 乃木坂46 -『今が思い出になるまで』
- 4位 星野源 -『POP VIRUS』
- 5位 BTS -『MAP OF THE SOUL : PERSONA』
- 6位 TWICE -『#TWICE2』
- 7位 back number -『MAGIC』
- 8位 ONE OK ROCK -『Eye of the Storm』
- 9位 B'z -『NEW LOVE』
- 10位 クイーン -『ボヘミアン・ラプソディ (オリジナル・サウンドトラック)』
- 11位 BUMP OF CHICKEN -『aurora arc』
- 12位 Kis-My-Ft2 -『FREE HUGS!』
- 13位 Hey!Say!JUMP -『PARADE』
- 14位 SEVENTEEN -『An Ode:SEVENTEEN Vol.3』
- 15位 ヒプノシスマイク -Division Rap Battle- -『Enter the Hypnosis Microphone』
- 16位 竹内まりや -『Turntable』
- 17位 Official髭男dism -『Traveler』
- 18位 東方神起 -『XV』
- 19位 あいみょん -『瞬間的シックスセンス』
- 20位 SEVENTEEN -『You Made My Dawn:6th Mini Album』
- 21位 矢沢永吉 -『いつか、その日が来る日まで…』
- 22位 椎名林檎 -『ニュートンの林檎 〜初めてのベスト盤〜』
- 23位 TWICE -『&TWICE』
- 24位 Sexy Zone -『PAGES』
- 25位 すとぷり -『すとろべりーらぶっ!』

### ダウンロード年間TOP25
- 1位 星野源 -『POP VIRUS』
- 2位 ONE OK ROCK -『Eye of the Storm』
- 3位 あいみょん -『瞬間的シックスセンス』
- 4位 クイーン -『ボヘミアン・ラプソディ (オリジナル・サウンドトラック)』
- 5位 RADWIMPS -『天気の子』
- 6位 米津玄師 -『BOOTLEG』
- 7位 back number -『MAGIC』
- 8位 Official髭男dism -『Traveler』
- 9位 星野源 -『Same Thing』
- 10位 RADWIMPS -『ANTI ANTI GENERATION』
- 11位 安室奈美恵 -『Finally』
- 12位 浜崎あゆみ -『A COMPLETE 〜ALL SINGLES〜』
- 13位 BUMP OF CHICKEN -『aurora arc』
- 14位 クイーン -『ジュエルズ』
- 15位 King Gnu -『Sympa』
- 16位 サカナクション -『834.194』
- 17位 椎名林檎 -『ニュートンの林檎 〜初めてのベスト盤〜』
- 18位 back number -『アンコール』
- 19位 globe -『15YEARS -BEST HIT SELECTION-』
- 20位 松任谷由実 -『日本の恋と、ユーミンと。』
- 21位 BiSH -『CARROTS and STiCKS』
- 22位 サウンドトラック -『プロメア オリジナルサウンドトラック』
- 23位 あいみょん -『青春のエキサイトメント』
- 24位 THE YELLOW MONKEY -『9999』
- 25位 椎名林檎 -『三毒史』

### インディーズアルバム年間10
- 1位 矢沢永吉「いつか、その日が来る日まで…」
- 2位 すとぷり「すとろべりーらぶっ!」
- 3位 すとぷり「すとろべりーすたーと」
- 4位 ジェジュン「Love Covers」
- 5位 さとみ「Memories」
- 6位 ジェジュン「Flawless Love」
- 7位 ヨルシカ「だから僕は音楽を辞めた」
- 8位 るぅと「君と僕の秘密基地」
- 9位 SUPER★DRAGON「2nd Emotion」
- 10位 SUPER★DRAGON「3rd Identity」

### ゴールドディスク認定
| 作品名                             | 認定             |
| ダブル・プラチナ                   | ダブル・プラチナ |
| ---------------------------------- | ---------------- |
| Official髭男dism「Traveler」       | 20年月           |
| プラチナ                           |                  |
| TWICE「&TWICE]」                   | 2020年3月        |
| あいみょん「瞬間的シックスセンス」 | 2020年7月        |
| 竹内まりや「Turntable」            | 2022年7月        |
| ゴールド                           |                  |
| UVERworld「UNSER」                 | 2019年12月       |
| ジェジュン「Love Covers」          | 2019年12月       |
| いきものがかり「WE DO」            | 2020年1月        |
| すとぷり「すとろべりーすたーと」   | 2020年4月        |
| 莉犬「タイムカプセル」             | 2020年8月        |
| BABYMETAL「METAL GALAXY」          | 20年月           |

### 配信ゴールド認定
| 作品名                       | 認定      |
| ---------------------------- | --------- |
| Official髭男dism「Traveler」 | 2020年8月 |

## 日本のDVD・Blu-ray
Category:2019年のライブ・ビデオを参照

### ゴールドディスク認定
| 作品名                                                        | 認定       |
| プラチナ                                                      | プラチナ   |
| ------------------------------------------------------------- | ---------- |
| BTS「BTS WORLD TOUR 'LOVE YOURSELF' 〜JAPAN EDITION〜」       | 2022年6月  |
| ゴールド                                                      |            |
| Kis-My-Ft2「LIVE TOUR 2019 FREE HUGS!」                       | 2019年12月 |
| Mr.Children「Mr.Children Dome Tour 2019 Against All GRAVITY」 | 2019年12月 |

## 各チャート
- オリコン
  - Template:オリコン週間シングルチャート第1位 2019年
  - Template:オリコン週間アルバムチャート第1位 2019年
  - Template:オリコン週間合算シングルチャート第1位 2019年
  - Template:オリコン週間合算アルバムチャート第1位 2019年
  - Template:オリコン週間デジタルシングルチャート第1位 2019年
  - Template:オリコン週間デジタルアルバムチャート第1位 2019年
  - Template:オリコン週間アニメシングルチャート第1位 2019年
  - Template:オリコン週間アニメアルバムチャート第1位 2019年
  - Template:オリコン週間アニメデジタルシングルチャート第1位 2019年
  - Template:オリコン週間アニメ合算シングルチャート第1位 2019年
  - Template:オリコン週間演歌・歌謡シングルチャート第1位 2019年
  - Template:オリコン週間DVD・BDミュージックチャート第1位 2019年
  - Template:オリコン週間DVD音楽チャート第1位 2019年
- Billboard JAPAN
  - Template:Billboard JAPANシングル・セールス・チャート「Billboard JAPAN Top Singles」第1位 2019年
  - Template:Billboard JAPANアニメ楽曲・チャート「Hot Animation」第1位 2019年
  - Template:Billboard JAPANダウンロード・アルバム・チャート「Billboard Japan Download Albums」第1位 2019年
  - Template:Billboard JAPANダウンロード・ソング・チャート「Billboard Japan Download Songs」第1位 2019年
  - Template:Billboard JAPANシングル・チャート「Billboard JAPAN Hot 100」第1位 2019年
  - Template:Billboard JAPANアルバム・セールス・チャート「Billboard JAPAN Top Albums」第1位 2019年
  - Template:Billboard JAPANアルバム・チャート「Billboard JAPAN Hot Albums」第1位 2019年
  - Template:Billboard JAPANストリーミング・チャート「Billboard Japan Streaming Songs」第1位 2019年
- その他
  - Template:ITunes Weekly RANKING第1位 2019年
  - Template:CDTV ORIGINAL RANKING「THIS WEEK'S TOP100」第1位 2019年
  - Template:スペースシャワーTV - SUPER HITS PERFECT RANKING 50第1位 2019年

## イベント

### 毎年恒例イベント
| 開催日                           | タイトル |
| -------------------------------- | --- |
| 1月5日                           | みそフェス2019 |
| 2月2日                           | BOMBER-E LIVE CIRCUIT 2019                                                                                        |
| 2月2日・3日                      | でらロックフェスティバル 2019                                                                                     |
| 2月10日                          | machioto2019 |
| 2月16日                          | BAYCAMP 201902 |
| 3月2日                           | OTO TO TABI 2019                                                                                                  |
| 3月2日                           | 見放題東京2019 |
| 3月14日                          | フジイロックフェスティバル2019                                                                                    |
| 3月16日                          | ビクターロック祭り2019                                                                                            |
| 3月16日・17日                    | TENJIN ONTAQ 2019                                                                                                 |
| 3月16日・19日                    | HAPPY JACK 2019                                                                                                   |
| 3月21日                          | Download Festival Japan 2019                                                                                      |
| 3月23日・24日                    | SANUKI ROCK COLOSSEUM 2019 -MONSTER baSH × I RADIO786-                                                            |
| 3月23日・24日                    | NO NUKES 2019 |
| 3月23日・24日                    | HIROSHIMA MUSIC STADIUM -ハルバン'19-                                                                             |
| 3月23日・24日                    | IMAIKE GO NOW 2019                                                                                                |
| 3月26日・27日・28日              | ZIP! 春フェス2019                                                                                                 |
| 3月30日・31日                    | ツタロックフェス 2019                                                                                             |
| 4月6日・7日                      | YON FES 2019 |
| 4月6日・7日                      | SYNCHRONICITY'19                                                                                                  |
| 4月13日・19日                    | Don't Stop Music Fes. TOCHIGI 2019                                                                                |
| 4月14日                          | トアロード・アコースティック・フェスティバル 2019                                                                 |
| 4月20日                          | CONNECT歌舞伎町MUSIC FESTIVAL2019                                                                                 |
| 4月27日・28日                    | ARABAKI ROCK FEST.19                                                                                              |
| 4月27日・28日                    | ニコニコ超会議19                                                                                                  |
| 5月3日・4日・5日・6日            | VIVA LA ROCK 2019                                                                                                 |
| 5月4日                           | NIIGATA RAINBOW ROCK 2019                                                                                         |
| 5月4日・5日・6日                 | JAPAN JAM 2019 |
| 5月11日                          | COMING KOBE 19 |
| 5月18日                          | ONION ROCK FESTIVAL 2019 -CHIBA DE CARNIVAL-                                                                      |
| 5月18日・19日                    | CIRCLE'19 |
| 5月18日・19日・25日・26日        | METROPOLITAN ROCK FESTIVAL 2019                                                                                   |
| 5月19日                          | NOISEMAKER presents KITAKAZE ROCK FES. 2019                                                                       |
| 5月25日                          | Shimokitazawa SOUND CRUISING 2019                                                                                 |
| 5月31日・6月1日・2日             | 森、道、市場 2019                                                                                                 |
| 6月1日                           | hoshioto'19 |
| 6月1日・2日                      | 百万石音楽祭2019〜ミリオンロックフェスティバル〜                                                                  |
| 6月1日・2日                      | SAKAE SP-RING 2019                                                                                                |
| 6月15日                          | YATSUI FESTIVAL! 2019                                                                                             |
| 6月15日・16日                    | SATANIC CARNIVAL'19                                                                                               |
| 6月21日・22日・23日              | 20th Anniversary Live ランティス祭り2019 A・R・I・G・A・T・O ANISONG                                              |
| 6月22日・23日                    | FREEDOM NAGOYA2019 -10th Anniversary-                                                                             |
| 6月23日                          | ネコフェス2019 |
| 6月29日・30日・7月6日・7日       | 京都大作戦2019 〜倍返しです!喰らいな祭〜                                                                          |
| 7月6日                           | 見放題2019 |
| 7月13日・14日                    | JOIN ALIVE 2019                                                                                                   |
| 7月20日                          | BAYCAMP KOBE 2019                                                                                                 |
| 7月20日・21日                    | NUMBER SHOT 2019                                                                                                  |
| 7月20日・21日                    | MURO FESTIVAL2019                                                                                                 |
| 7月20日〜8月18日                 | a-nation 2019 |
| 7月26日・27日・28日              | FUJI ROCK FESTIVAL '19                                                                                            |
| 7月26日・27日・28日              | OGA NAMAHAGE ROCK FESTIVAL VOL.10                                                                                 |
| 8月2日・3日・4日                 | TOKYO IDOL FESTIVAL 2019                                                                                          |
| 8月3日・4日・10日・11日・12日    | ROCK IN JAPAN FESTIVAL 2019                                                                                       |
| 8月16日・17日                    | RISING SUN ROCK FESTIVAL 2019 in EZO（16日は令和元年台風第10号接近に伴い中止）                                    |
| 8月16日・17日・18日              | SUMMER SONIC 2019                                                                                                 |
| 8月22日                          | ロックロックこんにちは!Ver.23 〜バック・トゥ・ザ・Nin-Nin Carnival 2018〜                                         |
| 8月23日・24日・25日              | WILD BUNCH FEST. 2019                                                                                             |
| 8月23日・24日                    | ロックロックこんにちは!Ver.23 〜News-23〜                                                                         |
| 8月24日                          | WORLD HAPPINESS 2019 with HACHINOHE                                                                               |
| 8月24日・25日                    | @JAM EXPO 2019 |
| 8月24日・25日                    | MONSTER baSH 2019                                                                                                 |
| 8月25日                          | Sky Jamboree 2019 ～one pray in nagasaki～                                                                        |
| 8月25日                          | 未確認フェスティバル 2019                                                                                         |
| 8月27日・28日                    | 八食サマーフリーライブ 2019                                                                                       |
| 8月30日・31日・9月1日            | SPACE SHOWER TV 30TH ANNIVERSARY SWEET LOVE SHOWER 2019                                                           |
| 8月30日・9月1日                  | Animelo Summer Live 2019 -STORY-                                                                                  |
| 8月31日・9月1日                  | RUSH BALL 2019 |
| 8月31日・9月1日                  | TRIANGLE'19 |
| 9月7日・8日                      | OTODAMA'18-'19〜音泉魂〜                                                                                          |
| 9月7日・8日                      | 風とロック芋煮会2019 イモニー村祭り                                                                               |
| 9月14日・15日                    | BAYCAMP 2019 |
| 9月14日・15日                    | シミズオクト Presents 氣志團万博2019 〜房総ロックンロール最高びんびん物語〜                                       |
| 9月14日・15日                    | 秋田CARAVAN MUSIC FES 2019                                                                                        |
| 9月14日・15日                    | New Acoustic Camp 2019 〜わらう、うたう、たべる、ねっころがる。 - 10th Anniversary MAGICAL CAMPING EVERLASTING! - |
| 9月14日・15日・16日              | KOYABU SONIC 2019                                                                                                 |
| 9月14日・15日・16日              | TOKYO CALLING 2019                                                                                                |
| 9月15日                          | Augusta Camp 2019                                                                                                 |
| 9月21日                          | 騎馬武者ロックフェス 2019                                                                                         |
| 9月21日・22日                    | イナズマロックフェス 2019                                                                                         |
| 9月21日・22日                    | 山人音楽祭 2019                                                                                                   |
| 9月21日・22日                    | 宗像フェス ～Fukutsu Koinoura～（22日は令和元年台風第17号接近に伴い中止）                                         |
| 9月22日                          | 京都音楽博覧会 2019 in 梅小路公園                                                                                 |
| 9月27日・28日                    | 長田大行進曲2019                                                                                                  |
| 9月28日・29日                    | 中津川 THE SOLAR BUDOKAN 2019                                                                                     |
| 9月28日・29日                    | りんご音楽祭 2019                                                                                                 |
| 9月28日・29日                    | PIA MUSIC COMPLEX 2019 -ぴあフェス-                                                                               |
| 10月5日・6日                     | THE GREAT SATSUMANIAN HESTIVAL 2019                                                                               |
| 10月5日・6日                     | マグロック2019 |
| 10月5日・6日                     | フライングドッグ 10周年記念 LIVE-犬フェス2!-                                                                      |
| 10月6日                          | HAWAIIAN6 presents ECHOES 2019                                                                                    |
| 10月12日・13日                   | 長岡米百俵フェス～花火と食と音楽と～2019                                                                          |
| 10月12日・13日・14日             | FM802 30PARTY MINAMI WHEEL 2019                                                                                   |
| 10月13日                         | 阿波国 THE SOLAR BUDOKAN 2019（令和元年東日本台風接近に伴い中止）                                                 |
| 10月25日・26日・27日             | ボロフェスタ2019                                                                                                  |
| 11月3日                          | 鉄工島フェス 2019                                                                                                 |
| 11月9日                          | 愛はズボーン presents 「アメ村天国2019」                                                                          |
| 12月7日・12月8日                 | 下北沢にて'19 |
| 12月20日・21日・22日             | 年末調整GIG 2019                                                                                                  |
| 12月21日・12月22日               | ポルノ超特急2019                                                                                                  |
| 12月21日・12月22日               | MERRY ROCK PARADE 2019                                                                                            |
| 12月25日・26日・27日             | FM802 ROCK FESTIVAL RADIO CRAZY 2019                                                                              |
| 12月27日・28日・29日・30日・31日 | O-Crest YEAR END PARTY 2019 Special 5DAYS!                                                                        |
| 12月28日・29日・30日・31日       | COUNTDOWN JAPAN 19/20                                                                                             |
| 30日・31日                       | LIVE DI:GA JUDGEMENT 2019                                                                                         |
| 12月31日                         | 第70回NHK紅白歌合戦                                                                                               |

### 日本武道館公演
- 1月1日 - 内田真礼
- 1月2日 - 森山良子, 清水ミチコ
- 1月6日・7日 - でんぱ組.inc
- 1月11日 - 般若
- 1月13日 - あんさんぶるスターズ! Starry Stage 2nd 〜in 日本武道館〜（二部制）
- 1月15日 - 銀杏BOYZ
- 1月16日・18日 - エレファントカシマシ
- 1月17日 - THE BAWDIES
- 1月19日・20日・21日 - 沢田研二
- 1月22日 - 阿部真央
- 1月23日 - 超英雄祭KAMEN RIDER × SUPER SENTAI LIVE & SHOW 2019
- 1月25日・26日・27日 - リスアニ!LIVE 2019
- 1月28日 - ミルキィホームズ
- 1月30日 - FLOW
- 2月1日・2日 - 吉川晃司
- 2月5日・6日 - Little Glee Monster
- 2月8日 - THE BACK HORN
- 2月9日 - Nickelback
- 2月10日・11日 - ジャネット・ジャクソン
- 2月13日 - にっぽん演歌の夢祭り 2019東京公演（二部制）
- 2月15日・16日 - 三浦大知
- 2月18日 - あいみょん
- 2月20日 - TOTO
- 2月21日 - Roselia
- 2月22日 - RAISE A SUILEN
- 2月23日 - Poppin'Party
- 2月27日 - MONGOL800
- 2月28日 - 遊助
- 3月3日 - ニッポン放送開局65周年記念 「あの素晴しい歌をもう一度コンサート2019」
- 3月6日・7日・9日・10日・12日・13日 - 松任谷由実
- 3月14日 - sumika
- 3月15日・16日 - miwa
- 3月28日 - THE YELLOW MONKEY
- 3月30日・31日 - AK-69
- 4月1日 - ペット・ショップ・ボーイズ
- 4月10日・11日 - ジョン・メイヤー
- 4月13日・15日・17日・18日・20日 - エリック・クラプトン
- 4月19日 - 浜田麻里
- 4月23日 - ASKA
- 4月26日・27日・28日 - MISIA
- 4月30日 - FTISLAND
- 5月1日 - 祭nine.
- 5月2日・3日 - IZ*ONE
- 5月9日・10日・11日 - 欅坂46
- 5月15日・16日 - 松任谷由実
- 5月18日・19日 - コブクロ
- 5月21日・22日 - 平井堅
- 5月23日・24日 - TUBE
- 5月31日・6月1日 - LUNA SEA
- 6月4日・5日 - モーニング娘。'19
- 6月6日・7日 - アリス
- 6月13日・14日 - DA PUMP
- 6月17日 - Juice=Juice
- 6月18日 - アンジュルム
- 6月20日・21日 - SUPER JUNIOR（全日二部制）
- 6月25日・26日 - テミン
- 6月27日 - OKAMOTO'S
- 6月28日・29日 - 水瀬いのり
- 6月30日 - KREVA
- 7月3日・4日 - UNICORN
- 7月5日・6日・7日 - 松田聖子
- 7月8日 - Official髭男dism
- 7月11日・12日 - 氷川きよし（12日は二部制）
- 7月17日 - ポルカドットスティングレイ
- 7月19日 - みやかわくん
- 7月25日・26日 - back number
- 8月8日・9日 - THE YELLOW MONKEY
- 8月13日 - yonige
- 8月16日 - 清塚信也

### 東京ドーム公演
- 1月1日 - Hey! Say! JUMP
- 1月6日・7日 - NEWS
- 2月25日 - マルーン5
- 2月27日・28日 - 星野源
- 3月29日・30日 - TWICE
- 4月9日 - エド・シーラン
- 4月18日・19日・20日 - 嵐
- 4月24日・25日 - Nissy
- 5月6日・7日・8日・9日 - Kis-My-Ft2
- 5月19日・20日 - Mr.Children
- 5月29日・30日 - ゆず
- 6月15日・16日 - サザンオールスターズ
- 6月29日・30日 - 嵐
- 8月8日 - ジャニーズJr.
- 9月1日・2日・3日 - 関ジャニ∞
- 9月7日・8日 - ポルノグラフィティ
- 9月18日・19日 - 欅坂46
- 9月22日・23日・25日・26日 - 三代目 J SOUL BROTHERS
- 10月30日・31日 - 嵐
- 11月3日・4日 - BUMP OF CHICKEN
- 11月7日・8日 - GENERATIONS from EXILE TRIBE
- 11月19日・20日・21日 - 東方神起
- 11月29日・30日・12月1日 - 嵐
- 12月4日 - BLACKPINK
- 12月6日・7日・8日 - AAA
- 12月11日 - キッス
- 12月14日・15日 - KinKi Kids
- 12月19日 - UVERworld
- 12月23日・24日・25日 - 嵐
- 12月28日・29日・30日 - Hey! Say! JUMP

### 横浜アリーナ公演
- 1月3日・4日・5日・6日 - ジャニーズWEST（4日・5日は二部制）
- 1月8日 - A.B.C-Z（二部制）
- 1月11日・12日 - MY FIRST STORY
- 1月19日 - ニッポン放送オールナイトニッポン presents ALL LIVE NIPPON 2019
- 1月20日 - そらまふうらさかのふゆやすみ!～明けまして新年会～
- 1月22日・23日 - レキシ
- 1月26日・27日 - 米津玄師
- 1月29日・30日 - Red Velvet
- 2月1日・2日・3日 - 西野カナ
- 2月5日・6日・7日 - 福山雅治
- 2月9日・10日 - ももいろクローバーZ
- 2月11日 - PERFECT VALENTINE 2019
- 2月14日 - PRINCE OF LEGEND PREMIUM LIVE SHOW
- 3月2日・3日 - 高橋優
- 3月5日・6日 - 日向坂46
- 3月8日・9日 - ポルノグラフィティ
- 3月10日 - シド
- 3月12日・13日 - [ALEXANDROS]
- 3月17日 - THE ORAL CIGARETTES
- 3月21日・22日・23日 - SixTONES（21日・22日は二部制）
- 3月24日・25日・25日 - Snow Man
- 3月26日 - Travis Japan（二部制）
- 3月30日 - TOKYO GIRLS COLLECTION 2019 SPRING/SUMMER
- 3月31日 - TOKYO GIRLS MUSIC FES. 2019
- 4月4日・6日・7日 - 松任谷由実
- 4月13日・14日 - サザンオールスターズ
- 4月16日・17日 - My Hair is Bad
- 4月23日・24日 - サラ・ブライトマン、YOSHIKI
- 4月29日・30日 - LiSA
- 5月2日・3日・4日・5日・6日 - Sexy Zone（2日以外は二部制）
- 5月8日 - ENDRECHERI
- 5月14日・15日 - 小田和正
- 5月21日・22日 - MAN WITH A MISSION
- 5月24日・25日・26日 - 乃木坂46
- 5月28日・29日 - 宮野真守
- 6月1日・2日 - ケツメイシ
- 6月9日 - sumika
- 6月11日・12日 - THE YELLOW MONKEY
- 6月18日・19日 - ジェジュン
- 6月23日 - Yokohama A-rin Collection
- 6月23日 - 佐々木彩夏
- 6月28日・29日 - BABYMETAL
- 7月6日・7日 - back number
- 7月9日・10日 - B'z
- 7月13日・14日・15日 - J-WAVE LIVE 20th ANNIVERSARY EDITION
- 7月19日・20日・21日 - King & Prince（全日二部制）
- 8月9日・10日・11日 - KAT-TUN（10日・11日は二部制）
- 8月22日・23日 - 欅坂46
- 8月24日・25日 - @JAM EXPO 2019
- 8月27日・28日・29日 - RADWIMPS
- 9月8日 - 宮野真守
- 9月23日 - the GazettE
- 9月26日 - 908 FESTIVAL 2019
- 9月29日 - 岡村隆史のオールナイトニッポン歌謡祭 in 横浜アリーナ2019
- 10月14日・15日 - オースティン・マホーン、Travis Japan
- 10月16日 - ショーン・メンデス
- 10月17日 - the pillows
- 10月19日・20日 - ゴールデンボンバー
- 10月22日・23日 - EXO
- 10月24日 - 浦島坂田船
- 10月30日・31日 - SEVENTEEN
- 11月1日 - NANA-IRO ELECTRIC TOUR 2019
- 11月3日 - スタァライト九九組
- 11月6日・7日 - ONE OK ROCK
- 11月9日・10日 - バズリズムLIVE 2019
- 11月17日 - 平井大
- 11月19日・20日 - DOBERMAN INFINITY
- 11月23日 - ANIMAX MUSIX 2019 YOKOHAMA
- 12月4日 - 矢沢永吉
- 12月7日・8日 - Mrs. GREEN APPLE
- 12月9日・10日 - 星野源、マーク・ロンソン
- 12月12日・14日・15日 - スピッツ
- 12月17日・18日 - あいみょん
- 12月20日 - そらまふうらさか
- 12月21日 - UVERworld
- 12月26日 - THE RAMPAGE from EXILE TRIBE
- 12月28日・29日 - テミン
- 12月31日 - 第3回 ももいろ歌合戦

## スポーツ大会のテーマソング
ラグビーワールドカップ2019
- NHK - Little Glee Monster「ECHO」
- 日本テレビ系列 - 嵐「BRAVE」

ワールドカップバレーボール2019
- ジャニーズWEST「Big Shot!!」

## サブスクリプション解禁
- 1月18日 - SEKAI NO OWARI
- 1月30日 - YUKI
- 2月12日 - back number（2016年以前の曲のみ）
- 3月1日 - COMPLEX
- 3月25日 - スフィア
- 4月1日 - THA BLUE HERB
- 4月5日 - 東京スカパラダイスオーケストラ（140曲）
- 4月17日 - BUCK-TICK
- 4月24日 - KNOCK OUT MONKEY
- 4月26日 - 平井堅（2016年以前の曲のみ）
- 5月10日 - ゆず
- 5月10日 - 竹内まりや（初期アルバム5作）
- 5月14日 - 小田和正
- 5月15日 - SHE IS SUMMER
- 5月29日 - cinema staff
- 5月31日 - ももいろクローバーZ
- 6月1日 - syrup16g
- 6月11日 - 「ファイナルファンタジー」シリーズ
- 6月12日 - eastern youth
- 6月14日 - 安室奈美恵
- 6月21日 - WANIMA
- 6月24日 - 10-FEET
- 6月28日 - BUMP OF CHICKEN
- 6月30日 - クリープハイプ
- 7月12日 - 細田守監督作品サウンドトラック
- 7月16日 - LACCO TOWER
- 7月17日 - Fear, and Loathing in Las Vegas
- 7月18日 - JAM Project
- 8月1日 - 爆風スランプ
- 8月6日 - 「聖剣伝説」シリーズ
- 8月6日 - 大橋彩香
- 8月9日 - TRUE
- 8月16日 - the HIATUS
- 8月19日 - ウカスカジー
- 8月21日 - ナノ
- 8月21日 - 須田景凪
- 8月22日 - アニメ「攻殻機動隊 S.A.C.」シリーズ
- 8月22日 - 岡田有希子
- 8月28日 - 寺島拓篤
- 8月28日 - 佐咲紗花
- 8月30日 - 星野源
- 9月4日 - LUNKHEAD
- 9月6日 - THE ORAL CIGARETTES
- 9月18日 - Perfume
- 9月25日 - アニメ『うる星やつら』関連楽曲
- 9月25日 - Saucy Dog
- 9月30日 - angela (音楽ユニット)
- 10月1日 - 大貫妙子（初期8作）
- 10月1日 - 植田真梨恵
- 10月2日 - レミオロメン
- 10月8日 - UNISON SQUARE GARDEN
- 10月9日 - スピッツ
- 10月9日 - 鈴木茂（初期5作）
- 10月9日 - 嵐（5曲）[48]
- 10月16日 - ムーンライダーズ（初期5作）
- 10月16日 - BEGIN
- 10月16日 - Dizzy Sunfist
- 10月18日 - UNLIMITS（初期5作）
- 10月18日 - 超能力戦士ドリアン
- 10月21日 - LiSA
- 10月23日 - 川本真琴（7作）
- 10月23日 - saji
- 10月24日 - ZAQ
- 10月24日 - DIR EN GREY（44曲）
- 10月25日 - dCprG（初期3作）
- 10月25日 - ザ・カスタネッツ
- 10月30日 - ゲーム『世界樹の迷宮』シリーズ
- 11月1日 - 阿部真央
- 11月3日 - 嵐（64曲）[49]
- 11月6日 - ROTH BART BARON
- 11月6日 - MONOEYES
- 11月8日 - フライングドッグ関連作品 約1300曲
- 11月16日 - sumika
- 11月18日 - 茅原実里
- 11月20日 - Tokyo 7th シスターズ
- 11月20日 - まふまふ
- 11月20日 - OLDCODEX
- 11月27日 - 坂本真綾
- 11月27日 - 田所あずさ
- 11月27日 - SCREEN mode
- 12月8日 - 横浜銀蝿（8作）
- 12月4日 - 小野大輔
- 12月6日 - 堀江由衣（未配信楽曲）
- 12月7日 - the GazettE（14作）
- 12月11日 - L'Arc〜en〜Ciel
- 12月12日 - ピンク・レディー（12作）
- 12月16日 - ゲーム『サガシリーズ』シリーズ
- 12月18日 - JAGATARA（10作）
- 12月18日 - ニガミ17才
- 12月18日 - BREAKERZ
- 12月20日 - サザンオールスターズ+各関連楽曲
- 12月20日 - group_inou
- 12月20日 - EVISBEATS
- 12月20日 - 大澤誉志幸（6作）
- 12月25日 - 緒方恵美
- 12月26日 - 河合その子

## 主要な賞
| 賞                                 | アーティスト・タイトル                                               |
| ---------------------------------- | -------------------------------------------------------------------- |
| ARTIST OF THE YEAR PEOPLE'S CHOICE | 星野源                                                               |
| VIDEO OF THE YEAR                  | RADWIMPS「カタルシスト」（監督:柿本ケンサク）                        |
| ALBUM OF THE YEAR                  | 星野源「POP VIRUS」                                                  |
| SONG OF THE YEAR                   | 米津玄師「Lemon」                                                    |
| BEST BREAKTHROUGH ARTIST           | Nulbarich                                                            |
| BEST MALE ARTIST                   | 米津玄師                                                             |
| BEST FEMALE ARTIST                 | 宇多田ヒカル                                                         |
| BEST GROUP ARTIST                  | ［Alexandros］                                                       |
| BEST POP ARTIST                    | 星野源                                                               |
| BEST ROCK ARTIST                   | WANIMA                                                               |
| BEST PUNK/LOUD ROCK ARTIST         | 04 Limited Sazabys                                                   |
| BEST ALTERNATIVE ARTIST            | cero                                                                 |
| BEST GROOVE ARTIST                 | STUTS                                                                |
| BEST HIP HOP ARTIST                | BAD HOP                                                              |
| BEST INTERNATIONAL ARTIST          | アリアナ・グランデ                                                   |
| BEST LIVE PRODUCTION               | サカナクション                                                       |
| BEST COLLABORATION                 | 東京スカパラダイスオーケストラ「明日以外すべて燃やせ feat.宮本浩次」 |
| BEST RESPECT ARTIST                | サザンオールスターズ                                                 |
| BEST NEW VISION                    | マキシマム ザ ホルモン                                               |
| BEST ACTIVE OVERSEAS               | RADWIMPS                                                             |
| BEST LIVE PRODUCTION               | SEKAI NO OWARI                                                       |
| BEST CREATIVE ARTIST               | あいみょん                                                           |
| BEST MUSIC FILM                    | Hi-STANDARD「SOUNDS LIKE SHIT:the story of Hi-STANDARD」             |
| BEST CONCEPTUAL VIDEO              | PUNPEE「タイムマシーンにのって」（監督:Ghetto Hollywood）            |
| BEST ART DIRECTION VIDEO           | きゃりーぱみゅぱみゅ「音ノ国」（監督:ファンタジスタ歌磨呂）          |
| BEST VIDEO DIRECTOR                | 山田智和                                                             |

| 賞                                 | アーティスト・タイトル           | 監督                     |
| ---------------------------------- | -------------------------------- | ------------------------ |
| 最優秀ビデオ賞                     | King Gnu「白日」                 | Osrin                    |
| 最優秀邦楽男性アーティストビデオ賞 | 三浦大知「片隅」                 | シミズヒロタカ           |
| 最優秀洋楽男性アーティストビデオ賞 | カリード「Talk」                 |                          |
| 最優秀邦楽女性アーティストビデオ賞 | あいみょん「今夜このまま」       | 山田智和                 |
| 最優秀洋楽女性アーティストビデオ賞 | テイラー・スウィフト「ME!」      | DAVE MEYERS/TAYLOR SWIFT |
| 最優秀邦楽グループビデオ賞         | 欅坂46「黒い羊」                 | 新宮良平                 |
| 最優秀洋楽グループビデオ賞         | The 1975「Sincerity is Scary」   | WARREN FU                |
| 最優秀邦楽新人アーティストビデオ賞 | King Gnu「白日」                 | Osrin                    |
| 最優秀洋楽新人アーティストビデオ賞 | ビリー・アイリッシュ「Bad Guy」  | DAVE MEYERS              |
| 最優秀ロックビデオ賞               | BUMP OF CHICKEN「Aurora」        | 林響太朗                 |
| 最優秀オルタナティブビデオ賞       | BiSH「stereo future」            | 大喜多正毅               |
| 最優秀ヒップホップビデオ賞         | KREVA「音色 ～2019 Ver.～」      | 大喜多正毅               |
| 最優秀ダンスビデオ賞               | サカナクション「忘れられないの」 | 田中裕介                 |
| 最優秀コラボレーションビデオ賞     | 椎名林檎と宮本浩次「獣ゆく細道」 | 児玉裕一                 |
| 最優秀振付け賞                     | 日向坂46「キュン」               | 安藤隼人                 |
| 最優秀アーティスト賞               | ONE OK ROCK                      |                          |
| 最優秀楽曲賞                       | Official髭男dism「Pretender」    |                          |
| 最優秀アルバム賞                   | 星野源「POP VIRUS」              |                          |
| MTV Breakthrough Song              | Foorin「パプリカ」               |                          |
| Best Buzz Award                    | BTS                              |                          |
| Rising Star Award                  | BALLISTIK BOYZ from EXILE TRIBE  |                          |
| MTV Rock the World Award           | GLAY                             |                          |

## メジャーデビュー

### 1月
- 1月1日 - SparQlew 「Bring it on!」
- 1月9日 - Ethereal Sin 「Kakuriyo」
- 1月9日 - ジュリアナの祟り 「バブリー革命〜ばんばんバブル〜」（エナツの祟りに改名）
- 1月15日 - 大橋ちっぽけ 「ポピュラーの在り処」
- 1月16日 - King Gnu 「Sympa」
- 1月16日 - 須田景凪 「teeter」
- 1月16日 - Dire Wolf 「SHINKA」
- 1月16日 - ハルカミライ 「永遠の花」
- 1月18日 - Kamin 「ありよりのあり」
- 1月19日 - RUN THE FLOOR 「RUN 100 feat. 加藤ミリヤ & SWAY」
- 1月23日 - Kitri 「Primo」
- 1月23日 - DJ WILDPARTY「DOG RUN!!」
- 1月23日 - TONEAYU「平成最後の現実逃避」
- 1月23日 - 浜端ヨウヘイ 「カーテンコール」
- 1月25日 - J-CROWN & TaKu「CROSS」
- 1月25日 - 中野雅之「PSYCHO-PASS Sinners of the System Theme songs+ Dedicated by Masayuki Nakano」
- 1月25日 - 日野市立七生緑小学校合唱団「心のノート」
- 1月29日 - LNoL「Equanimity」
- 1月30日 - 海宝直人「I wish. I want. 〜NAOTO KAIHO sings Disney」
- 1月30日 - 高野洸「LOVE STORY」（ソロデビュー）
- 1月30日 - 美波「カワキヲアメク」
- 1月30日 - わたてん☆5「気ままな天使たち/ハッピー・ハッピー・フレンズ」

### 2月
- 2月4日 - ポセイドン・石川「POSEIDON TIME」
- 2月6日 - IZ*ONE「好きと言わせたい」(日本デビュー)
- 2月6日 - Eve「おとぎ」
- 2月6日 - みゆな「眼」(CDデビュー)
- 2月6日 - すずき「Wi-Fi fine」
- 2月6日 - Dream Shizuka「4 FEELS.」(ソロデビュー)
- 2月6日 - 眩暈SIREN「夕立ち」
- 2月6日 - Wakana「時を越える夜に」(ソロデビュー)
- 2月8日 - 益山武明「だから僕らは明日を見る」
- 2月9日 - KOHH「UNTITLED」
- 2月10日 - LUV K RAFT「ありがとう…」
- 2月12日 - 宮本浩次「冬の花」(ソロデビュー)
- 2月13日 - KUMONOSU(八王子P・HANAE)「共犯」
- 2月13日 - 響木アオ「melt warp」
- 2月13日 - ももすももす「木馬」
- 2月14日 - Teresa「Hybrid」
- 2月17日 - エルフリーデ「Empty」
- 2月20日 - ゴリセクシー「I'm Too Sexy」
- 2月20日 - 桜田通「Sakura da Festa BEST」
- 2月20日 - 佐藤流司「見えないスタート」
- 2月20日 - まるりとりゅうが「気まぐれな時雨」「はじめまして。」
- 2月20日 - ワンダフルボーイズ「君が誰かの彼女になりくさっても」
- 2月27日 - 鈴木京香「dress-ing」
- 2月27日 - DREAM MAKER「WE ARE DREAM MAKER」
- 2月27日 - nonoc「KODO」
- 2月28日 - claquepot「むすんで」

### 3月
- 3月6日 - AIRFLIP「Friends In My Journey」
- 3月6日 - HONEST BOYZ「SAKURA feat. KOBUKURO」
- 3月6日 - GADORO「SUIGARA」
- 3月6日 - カレッジ・コスモス「夢は意地悪/言葉の水を濾過したい/記号なんかじゃない私たちは」
- 3月6日 - CLOWN'S CROWN「逢えたりしないけど」
- 3月6日 - 琴音「明日へ」
- 3月6日 - 増田俊樹「This One」
- 3月6日 - Mari&Bux Bunny シーズン2「Mari&Bux Bunny シーズン2」
- 3月6日 - MIMIZUQ「ナミダQUARTET」
- 3月6日 - milet「inside you EP」
- 3月13日 - 大橋ちっぽけ「ポピュラーの在り処」
- 3月13日 - JESUS「LE DERNIER SLOW」
- 3月13日 - Gothic×Luck「Starry Story EP」
- 3月13日 - Raffine Inspire「リセットノススメ」
- 3月20日 - ウォルピスカーター「1%」
- 3月20日 - KEN & THE STRANGE MOON「IN THE STORMY NIGHT」
- 3月20日 - 神戸兄弟「戦って勝ってまた戻ってくる」
- 3月20日 - パク・ボゴム「Bloomin’」
- 3月20日 - HIDE×HIDE「無限」(再デビュー)
- 3月20日 - むぎ (猫)「君に会いに」
- 3月20日 - リョウク「桜の花が咲く頃」（ 日本ソロデビュー）
- 3月24日 - 高田夏帆「大航海2020～恋より好きじゃ、ダメですか?ver.～」
- 3月27日 - アイラヴミー「負け犬戦士」
- 3月27日 - 日向坂46「キュン」
- 3月27日 - ゴリパラ「オン・ザ・ロード」
- 3月27日 - 寺島惇太「29+1 -MISo-」
- 3月27日 - ハセガワダイスケ「裏切り者のレクイエム」
- 3月27日 - 826aska「DEPARTURE」
- 3月27日 - ブルゾンちえみ「#Enjoy Your Life」
- 3月30日 - Sou「愚者のパレード」

### 4月
- 4月2日 - キョエ「大好きって意味だよ(みんなのうた)」
- 4月3日 - キズナアイ「Precious Piece」
- 4月3日 - BAND-MAIKO「BAND-MAIKO」
- 4月3日 - The Vocoders「Part of me / Mandolin Girl」
- 4月3日 - mol-74「mol-74」
- 4月5日 - 逢田梨香子「ORDINARY LOVE」
- 4月5日 - Saucy Dog「ゴーストバスター」
- 4月6日 - 日谷ヒロノリ「CHANGE」
- 4月7日 - Girls2「ダイジョウブ」
- 4月10日 - OKUNI&NIKKI from KEREN「日本総狂宴ステージ『KEREN』」
- 4月10日 - w.o.d.「THE CHAIR」
- 4月10日 - みどりくん 。(レインボー池田)「なんでかっていわないでパッてチュってしてって言ってくれレディー」
- 4月10日 - RYUCHELL「SUPER CANDY BOY」（CDデビュー）
- 4月10日 - ワンダフルボーイズ「We are all」
- 4月17日 - ありんくりんクリス「タンクトップボーイ」
- 4月17日 - 輝&輝「LOOP LOOP LOOP」
- 4月17日 - GANG PARADE「ブランニューパレード」
- 4月17日 - Cloque.「トワイライト」
- 4月17日 - Sing Sing Rabbit「GREEN HOPE」
- 4月17日 - HIROBA「YOU（with 小田和正）」
- 4月17日 - 本田毅「Effectric Guitar」
- 4月17日 - 箕輪★狂介「徒花/You know what?(I’m 箕輪)」
- 4月17日 - りんな「最高新記録」
- 4月19日 - 遥海「MAKE A DIFFERENCE EP」
- 4月19日 - Baby Kiy「Stay Together」
- 4月22日 - BALLISTIK BOYZ from EXILE TRIBE「テンハネ -1000%-」
- 4月24日 - 伊礼彼方「Elegante」
- 4月24日 - 杵屋響泉「一〇五 娘がつなぐ五世勘五郎の長唄世界」
- 4月24日 - Ghost like girlfriend「Last Haze」
- 4月24日 - 前島麻由「YELLOW」
- 4月24日 - MusiClavies「MusiClavies -Op.ピアノ-」
- 4月24日 - 弓木トイ「みんなおもちゃになりたいのさ」(再デビュー)
- 4月24日 - Luminous「Voices」
- 4月24日 - Re:inA「HLGRM」
- 4月25日 - LITTLE ZOMBIES「WE ARE LITTLE ZOMBIES」
- 4月29日 - MABU「HOT365」

### 5月
- 5月1日 - 天晴れ!原宿「アッパライナ」
- 5月1日 - 安斉かれん「世界の全て敵に感じて孤独さえ愛していた」
- 5月1日 - おかゆ「ヨコハマ・ヘンリー」
- 5月1日 - 新浜レオン「離さない 離さない」
- 5月8日 - CUBERS「メジャーボーイ」
- 5月8日 - 関取花「逆上がりの向こうがわ」
- 5月8日 - MonsterZ MATE「MZM」
- 5月15日 - 河野万里奈「真人間入門」(再デビュー)
- 5月15日 - JP THE WAVY&RIRI「Dilemma」
- 5月15日 - 土岐隼一「約束のOverture」
- 5月15日 - PAELLAS「Horizon」
- 5月15日 - ザ♂ベルカント5シンガーズ「懐かしの昭和歌謡名曲集1〜あの時君は若かった〜」
- 5月15日 - YOSHI「SEX IS LIFE」
- 5月22日 - キョエ「大好きって意味だよ」（CDデビュー）
- 5月22日 - KEIJU「heartbreak e.p.」
- 5月22日 - 小さな恋のうたバンド「小さな恋のうた」
- 5月22日 - つるうちはな「おまじないを君に」
- 5月22日 - Dream Shizuka「4 FEELS.」(ソロデビュー)
- 5月22日 - BALLISTIK BOYZ from EXILE TRIBE「BALLISTIK BOYZ」（CDデビュー）
- 5月22日 - ハルレオ「さよならくちびる」
- 5月29日 - エドガーサリヴァン「NEWS」
- 5月29日 - がんばれ!隠れ汗プロジェクト「I can」
- 5月29日 - キャロル&チューズデイ(Nai Br.Xx&Celeina Ann)「Kiss Me/Hold Me Now」
- 5月29日 - 燦鳥ノム「Life is tasty!」
- 5月29日 - 中川家「中川家ブルース〜地下鉄御堂筋線〜」
- 5月29日 - The Hey Song「seed」
- 5月29日 - Rude-α「22」

### 6月
- 6月5日 - あま津うに「silent days」
- 6月5日 - かえで☆「ようかい体操第一 〜つづき〜」
- 6月5日 - さなり「SICKSTEEN」
- 6月5日 - JABBA DA FOOTBALL CLUB「新世界」
- 6月5日 - 高橋一生「きみに会いたい-Dance with you-」
- 6月5日 - てっくん「フェイクファー」
- 6月5日 - NOT WONK「Down the Valley」
- 6月5日 - BOYS END SWING GIRL「FOREVER YOUNG」
- 6月5日 - 湯木慧「誕生〜バースデイ〜」
- 6月12日 - THE 3「ラブグワ/DiDiDaDa」
- 6月12日 - marter「新しい世界」
- 6月19日 - IO「Player's Ballad.」(ソロデビュー)
- 6月19日 - 逢田梨香子「Principal」（CDデビュー）
- 6月19日 - ザ・コインロッカーズ「憂鬱な空が好きなんだ」
- 6月19日 - Mr.FanTastiC「絶走」「START DASH TURBO」
- 6月19日 - 吉七味。「圧倒的 Vivid Days」
- 6月21日 - CHRONICLE「宇宙」
- 6月24日 - ヨルシカ「心に穴が空いた」
- 6月26日 - ANNA(相川七瀬/中村あゆみ)「W」
- 6月26日 - Girls2「ダイジョウブ」（CDデビュー）
- 6月26日 - バブリーたまみ「ママの笑顔がいちばん!〜スーパーポジティブソングス!!〜」
- 6月26日 - ブギ連「ブギ連」
- 6月26日 - 宮川愛李「スマホ映えの向こうの世界」
- 6月26日 - Rie a.k.a. Suzaku「Top Runner」
- 6月26日 - 和牛「疲れたら、愛媛。」
- 6月28日 - 人選のセンス「私以外私じゃないの2」

### 7月
- 7月2日 - MELiSSA「MELiSSA/DEAD HEAT DRiVE」
- 7月3日 - Only this time(みやかわくん/焚吐)「ANSWER」
- 7月3日 - SALTY's「塩」(CDデビュー)
- 7月3日 - MIYACHI「WAKARIMASEN」
- 7月3日 - モトーラ世理奈「いかれたBaby」
- 7月4日 - ハシヤスメ・アツコ「ア・ラ・モード」(ソロデビュー)
- 7月7日 - 手塚翔太(田中圭)「会いたいよ」
- 7月8日 - mathru(かにみそP)「ぴっぴぴりから、ぴりからこ。 feat. 鳴花ヒメ・ミコト」
- 7月9日 - 若菜「柳火」
- 7月10日 - EXiNA「EQ」
- 7月10日 - Kawasakiasami feat.HARTY「FURUSATO〜ちょうちんのあかり〜」
- 7月10日 - Gラッパーズ「TEIHEN/SHIPPAI」
- 7月10日 - FNCY「FNCY」
- 7月12日 - センチミリメンタル「キヅアト」
- 7月12日 - 結城萌子「散々花嫁」
- 7月17日 - TFG「My dear Summer」
- 7月17日 - Hideyuki Negoro「HOT BEAT/Jigsaw」
- 7月17日 - 三浦春馬「Fight for your heart」
- 7月17日 - EUPHORIA「NEW HORIZON」
- 7月19日 - ギヴン「まるつけ」
- 7月24日 - ael-アエル-「終わりなきラプソディ」
- 7月24日 - Answer to Remember「TOKYO featuring ermhoi」
- 7月24日 - 川口レイジ「Departure」(CDデビュー)
- 7月24日 - サラリーマン7「コバト飲料社歌」
- 7月24日 - 清水あいり「関西弁あいうえお」
- 7月24日 - 西田望見「女の子はDejlig」
- 7月24日 - Haoblossom×ふぁぶる「ORENO CHARI」
- 7月24日 - betcover!!「中学生」
- 7月27日 - まりなす(仮)「JUST IN MY HEART」「WONDERLAND」
- 7月31日 - かしわ「CLUB・DT」
- 7月31日 - 田村心「君がいて欲しい」
- 7月31日 - NATO a.k.a.Fresh Loc「After the Rain feat.VIGORMAN&T-TRIPPIN'」

### 8月
- 8月2日 - GINZAN BOYZ「GO!!!」
- 8月6日 - 悲撃のヒロイン症候群「サイレントクライ/REVENGER」
- 8月7日 - Karin.「アイデンティティクライシス」
- 8月7日 - Caro「フレスベルグの少女〜風花雪月〜」
- 8月7日 - 26時のマスカレイド「ちゅるサマ!」
- 8月7日 - のだこころ「桃」
- 8月7日 - BananaLemon「Hey Mr.D.J.」
- 8月7日 - 福原遥「未完成な光たち」(再デビュー)
- 8月7日 - BEYOOOOONDS「眼鏡の男の子/ニッポンノD・N・A!/Go Waist」
- 8月9日 - 美的計画「KISSのたびギュッとグッと」
- 8月14日 - 斉藤朱夏「くつひも」
- 8月14日 - BiS「Brand-new idol Society」(第3期)
- 8月19日 - STAR FISH「Waves」
- 8月20日 - みぎてやじるし ひだりてはーと「恋しちゃおっか?」
- 8月21日 - 七海ひろき「GALAXY」
- 8月28日 - 河内REDS「東京ガール」
- 8月28日 - 鈴木瑛美子「FLY MY WAY/Soul Full of Music」(CDデビュー)
- 8月28日 - 天才1号2号「ぼくらは遊びの天才だ!/大ちゃんのおうち」
- 8月28日 - 柳田シロー「笑いましょう」
- 8月28日 - ヨルシカ「エルマ」(CDデビュー)

### 9月
- 9月2日 - SHACHI「alone」
- 9月2日 - Stellar CROWNS with 朱音「REAL⇔FAKE」
- 9月4日 - 小南奈央「らぶバラ」
- 9月6日 - WAЯROCK「Perfect Triumph (Movie ver.)」
- 9月7日 - ニノミヤユイ「愛とか感情」
- 9月11日 - THE FOREVER YOUNG「ビューティフルユース」
- 9月11日 - 屋比久知奈「dawn on you」
- 9月18日 - 小野小町「伝説小町」
- 9月18日 - THE KEBABS「枕を変えたら眠れない」
- 9月18日 - SARD UNDERGROUND「ZARD tribute」
- 9月18日 - シイナナルミ「君のパンツを食べたい」
- 9月18日 - ミナミゾラ「王様と少年」
- 9月25日 - コロナナモレモモ「恋のメガラバ/包丁・ハサミ・カッター・ナイフ・ドス・キリ」
- 9月25日 - tricot「あふれる」
- 9月25日 - リーガルリリー「ハナヒカリ」

### 10月
- 10月2日 - 北園涼「Ark」
- 10月2日 - ZEROSTYLE「2020」
- 10月3日 - 数原龍友「Nostalgie」（ソロデビュー）
- 10月16日 - 鬼頭明里「Swinging Heart」
- 10月18日 - FUKUSHIGE MARI「JAPANESE ONNA」(ソロデビュー)
- 10月20日 - @onefive「Pinky Promise」
- 10月23日 - 愛夢GLTOKYO「LimitGamer」
- 10月23日 - オカモトコウキ「GIRL」(ソロデビュー)
- 10月23日 - 小松準弥「A Way of Life/Toxic」
- 10月23日 - DIALOGUE+「はじめてのかくめい!」
- 10月23日 - PiXMiX「その先へ」
- 10月24日 - 木梨憲武「木梨ファンク 〜NORI NORI NO-RI〜」(ソロデビュー)
- 10月30日 - AIKI from bless4「籠の中の僕らは」(ソロデビュー)
- 10月30日 - ADDICTION「Further away/Destiny」
- 10月30日 - the engy「Talking about a Talk」
- 10月30日 - 仲村宗悟「Here comes The SUN」
- 10月30日 - 諸星すみれ「smile」

### 11月
- 11月1日 - 千田葉月「ヒカリ」
- 11月6日 - SSMP「I LOVE TOKYO」
- 11月6日 - 齊藤さっこ「何のための音楽、間違いなくきみのための音楽」
- 11月6日 - Sano ibuki「STORY TELLER」
- 11月6日 - マリアンヌ東雲「MOOD ADJUSTER」(ソロデビュー)
- 11月6日 - LONGMAN「Wish on」
- 11月13日 - 転校少女*「COSMOS」
- 11月13日 - 富田美憂「Present Moment」
- 11月13日 - WACAVA Project「Catch the Moment feat.PelleK」「Over fly feat.双笙」
- 11月15日 - yonawo「ミルクチョコ」
- 11月18日 - 藤井風「何なんw」
- 11月20日 - WOMCADOLE「黎明プルメリア」
- 11月20日 - Cool-X「この街でキミと 〜NAGOYA LOVER〜/Hands Up」
- 11月20日 - 小西康陽とプレイボーイズ「井上順のプレイボーイ講座12章」
- 11月20日 - The Songbards「CHOOSE LIFE」
- 11月20日 - 立花綾香「HELLO」
- 11月20日 - ノンちゃんと七福人「雨の宝殿駅」
- 11月20日 - LAST FIRST「応援歌」
- 11月22日 - ジュエル☆トリコ「ジュエル☆トリコ」
- 11月22日 - ポケモン音楽クラブ「ポケモンしりとり(ピカチュウ→ミュウVer.)」
- 11月27日 - 新井ひとみ「デリケートに好きして」(ソロデビュー)
- 11月27日 - カーリングシトーンズ「氷上のならず者」(CDデビュー)
- 11月27日 - Who-ya Extended「Q-vism」
- 11月27日 - manaco「オンブルー」(ソロデビュー)
- 11月27日 - 美川憲一とザ・ヴァイパー「いいじゃない〜自由通り」
- 11月27日 - ReN「Fallin'」
- 11月28日 - 謎女「wit and love/child dancer」

### 12月
- 12月2日 - Foorin team E「Paprika」
- 12月4日 - vivid undress「混在ニューウェーブ」
- 12月4日 - BRIDEAR「Expose Your Emotions」
- 12月4日 - 三宅良二「伝-Den-」
- 12月9日 - 蒼山幸子「まぼろし」(ソロデビュー)
- 12月11日 - Seven Billion Dots「Stay With Me」
- 12月11日 - 藤本あかり「負けないでね」(ソロデビュー)
- 12月17日 - Kanaria「My Own Way!」
- 12月18日 - Royal Scandal「Q&A -Queen and Alice-」
- 12月18日 - Lotteriez「僕らのPRIDE」
- 12月18日 - 庖丁三姉妹「夢追い華」
- 12月25日 - PrimaPorta「CALL&GOAL!」

## 結成

### アイドル
- アースピ-auspice-
- アイスクリーム夢少女
- ael-アエル-
- A.S.A.P
- ITZY
- AB6IX
- X1
- EVERGLOW
- 小野小町
- 開歌-かいか-
- CUBΣLIC
- The Grateful a MogAAAz
- クロスノエシス
- コレって恋ですか?
- Contact+
- サンダルテレフォン
- CIX
- SIZZY
- CGM48
- JO1
- 時代少年団
- シャイニー・シスターズ
- Sweet Alley
- SuperM
- SKOOL GIRL BYE BYE
- スマプロ!
- せかいシティ
- Z-Girls
- 卒業☆星
- SOMOSOMO
- SOL
- Cherry Bullet
- DEL48
- DEEP SQUAD
- #DSPMSTARS
- D1CE
- TEEN TEEN
- TOMORROW X TOGETHER
- TREASURE
- 中野カルチャーセンター
- NILKLY
- ねもぺろ from でんぱ組.inc
- ≠ME
- ハープスター
- BVNDIT
- bunting kiss
- BDC
- HINAPIA
- FANATICS
- bob up.
- B.O.L.T
- 豆柴の大群
- meme tokyo.
- 道の駅アイドル ミミ
- メリーメリーファンファーレ
- EUPHORIA-ユーフォリア-
- 横浜純情小町☆
- ラオネイビー
- ラルムーン
- LIMITLESS
- リルネード
- RAY
- Rocket Punch
- ONEUS
- @onefive

### バンド・音楽グループ・音楽ユニット
- Airots
- インナージャーニー
- We are the JAPAN
- ERG
- Only this time
- 学芸大青春
- gyouninven
- King&President
- 空白ごっこ
- coemie
- コロナナモレモモ
- PSYCHIC FEVER
- ZAMB
- SAMURAIMANZ GROOVE
- GENIC
- GYROAXIA
- ショートカット部
- SingerSongDrivers
- Study
- 7ORDER
- ØARCH
- DIALOGUE+
- DUSTCELL
- datto
- daisansei
- つづらがき
- ツユ
- TFG
- XIIX
- tonari no Hanako
- NEMOPHILA
- the birds of paradise
- THE BINARY
- BUZZ LA ZARU O EMAI
- BATROICA METAL SUMMER JACKET
- B Pressure
- The Biscats
- Who-ya Extended
- Petit fleurs
- プラチナボーイズ
- BlooDye
- Prima Porta
- THE MERCY SHOT
- MATA-HARI
- モンカトンク
- YOASOBI
- YOBAI SUSPECTS
- ラトゥラトゥ
- LEEVELLES
- Little Parade
- Ryozo Band
- ルミナスウィッチーズ
- WARPs UP
- WideSky Wind Orchestra

## 活動再開・再結成
- 1月13日 - flumpool
- 1月16日 - EGG BRAIN
- 1月23日 - VENUS PETER
- 2月17日 - スフィア
- 2月21日 - リアル3区
- 3月 - Jagatara2020
- 3月1日 - DuelJewel
- 3月6日 - INFOG
- 3月8日 - i-dep
- 3月22日 - SOULHEAD
- 3月30日 - W（ダブルユー）
- 4月 - R（愛内里菜）
- 4月1日 - ぽわん
- 5月5日 - アリス（6回目）
- 5月18日 - SILLYTHING
- 5月21日 - Wyolica
- 5月22日 - 大橋純子
- 5月26日 - aquarifa
- 6月20日 - NITRO MICROPHONE UNDERGROUND
- 7月7日 - vistlip
- 7月13日 - group_inou（一日限定）
- 7月14日 - ZYYG
- 7月24日 - リア・ディゾン（音楽活動）
- 8月1日 - SDN48（一日限定）
- 8月3日 - NGT48
- 8月4日 - ゼリ→
- 8月17日 - ヤプーズ
- 8月18日 - NUMBER GIRL
- 8月24日 - チョコベビーズ
- 9月1日 - それでも世界が続くなら
- 9月3日 - 劇場版ゴキゲン帝国
- 9月9日 - deadman
- 10月6日 - 或る感覚
- 10月6日 - Charles
- 10月9日 - 渋谷すばる(ソロとして、再デビュー)
- 10月9日 - 浅倉樹々（つばきファクトリー）
- 10月11日 - 長谷川プリティ敬祐（go!go!vanillas）
- 10月17日 - BULL ZEICHEN 88
- 10月20日 - CO-FUSION
- 10月25日 - NEO JAPONISM
- 11月4日 - 田口淳之介
- 11月7日 - LOG-ログ- (1日限定)
- 11月17日 - WANDS（第5期）
- 11月18日 - ザ・チャレンジ
- 11月21日 - 松井珠理奈
- 11月27日 - チーナ
- 11月27日 - YORI（DA PUMP）
- 12月14日 - オストアンデル（一日限定）
- 12月15日 - チコチェアー（一日限定）
- 12月25日 - wyse

## 活動休止・解散・引退予定

### 活動休止
- 1月5日 - アンティック-珈琲店-[50]
- 1月6日 - Blu-BiLLioN
- 1月25日 - 音の旅crew
- 2月3日 - 西野カナ
- 2月24日 - たんこぶちん
- 3月8日 - SUNNY CAR WASH
- 3月21日 - TENG GANG STARR
- 3月30日 - Carat
- 4月1日 - JAPPERS
- 4月6日 - 9nine
- 4月21日 - 浦田直也（AAA）
- 4月26日 - 岡井千聖（℃-ute）
- 4月27日 - なんキニ!
- 4月30日 - レペゼン地球
- 5月8日 - 浅倉樹々（つばきファクトリー）
- 5月19日 - NEO JAPONISM
- 5月25日 - 曇ヶ原
- 5月27日 - きのこ帝国
- 5月31日 - ROOKiEZ is PUNK'D
- 6月10日 - 田口淳之介
- 6月19日 - 飯田祐馬（KANA-BOON）
- 6月19日 - 庄村聡泰（［ALEXANDROS］）
- 6月19日 - ワタナベマホト（カイワレハンマー）
- 7月5日 - キイチビール（キイチビール&ザ・ホーリーティッツ）
- 7月15日 - テンメイ（ココロオークション）
- 7月18日 - 大木温之（The ピーズ）
- 7月31日 - LoVendoЯ
- 8月10日 - ピコ
- 8月10日 - 園田あいか（校庭カメラアクトレス）
- 8月25日 - 木下美紗都（蓮沼執太フィル）
- 8月30日 - 住岡梨奈
- 8月31日 - Wi-Fi-5
- 8月31日 - Chelip
- 9月1日 - 山根万理奈
- 9月2日 - YORI（DA PUMP）
- 9月4日 - petit milady※事実上の活動休止
- 9月4日 - 石橋蛍（SUPER☆GiRLS）
- 9月6日 - la la larks
- 9月10日 - 橋本涼・作間龍斗（HiHi Jets）
- 9月12日 - 髙松瞳（=LOVE）
- 9月14日 - メイビーME
- 9月25日 - 松井珠理奈（SKE48）
- 10月16日 - YOSHIAKI（175R）
- 10月18日 - SKOOL GIRL BYE BYE
- 11月7日 - IZ*ONE
- 11月18日 - エスクプス（SEVENTEEN）
- 12月17日 - SWANKY DANK
- 12月20日 - Fleramo【Orion】（2021年6月25日、神聖フレラモと改名してリニューアル。）
- 12月22日 - SOLEIL
- 12月26日 - カントリー・ガールズ
- 12月29日 - R指定

### 解散
- 1月25日 - THE HOOPERS
- 1月27日 - Wanna One
- 1月28日 - ミルキィホームズ
- 1月31日 - ぼくのりりっくのぼうよみ
- 1月31日 - little HOOP
- 2月3日 - AXELL
- 2月16日 - あっぷる学園応援部
- 2月23日 - 妄想キャリブレーション
- 2月28日 - There There Theres
- 2月28日 - 絶景クジラ
- 3月8日 - Wake Up, Girls!
- 3月9日 - Chubbiness
- 3月10日 - KICKASSRAY
- 3月13日 - Kalafina
- 3月24日 - S★スパイシー
- 3月24日 - つりビット
- 3月24日 - ・・・・・・・・・
- 3月26日 - CICADA
- 3月30日 - ポタリ
- 3月31日 - THE 夏の魔物
- 4月1日 - 空想委員会
- 4月1日 - Janne Da Arc
- 4月5日 - TRUSTRICK
- 4月21日 - HONG￥O.JP
- 4月26日 - KFK
- 4月29日 - ロッカジャポニカ
- 4月30日 - アップル斎藤と愉快なヘラクレスたち
- 4月30日 - Cupitron
- 4月30日 - Permanent Fish
- 5月11日 - BiS(第2期)
- 5月24日 - PRISTIN
- 5月25日 - The Taupe
- 5月31日 - ライムベリー
- 6月30日 - グッバイフジヤマ
- 6月30日 - Shine Fine Movement
- 7月20日 - ねごと
- 7月24日 - 赤マルダッシュ☆
- 8月3日 - LIFriends
- 8月25日 - CHAGE and ASKA※事実上解散[25]
- 9月7日 - Shiggy Jr.
- 9月22日 - BESTIEM
- 9月23日 - パンダみっく
- 9月30日 - Flower
- 10月5日 - Blueglue
- 10月12日 - NINE PERCENT
- 10月14日 - Sawagi
- 10月20日 - MINT mate box
- 10月26日 - アカシック
- 10月27日 - TAKENOKO▲
- 10月27日 - ゴールデン・シニア・トリオ
- 10月30日 - 校庭カメラガールドライ
- 11月10日 - SUPER GOOD BAND
- 11月15日 - ビリケン
- 11月15日 - NICO Touches the Walls
- 11月24日 - WHY@DOLL
- 11月30日 - スレイヤー
- 12月1日 - ヲルタナティヴ
- 12月3日 - DOWN NORTH CAMP
- 12月13日 - PAELLAS
- 12月17日 - DUBFORCE
- 12月22日 - KAMOがネギをしょってくるッ!!!
- 12月28日 - BILLIE IDLE
- 12月28日 - Chu☆Oh!Dolly
- 12月29日 - なんきんペッパー

### 引退
- 1月11日 - 友井雄亮（純烈）※グループ脱退と同時に芸能活動も引退
- 3月13日 - V.I（BIGBANG）
- 3月14日 - チェ・ジョンフン（FTISLAND）
- 3月31日 - 夢眠ねむ（でんぱ組.inc）
- 5月11日 - 城恵理子 （NMB48）※事実上の引退
- 10月中 - 久代梨奈（NMB48）
- 10月31日 - 山木梨沙（カレッジ・コスモス）
- 12月10日 - 中西香菜（アンジュルム）
- 12月25日 - 森昌子
- 12月31日 - 福本有希（PRIZMAX）
- 12月31日 - KOHKI（ONE N' ONLY）
- 12月31日 - 中島美央（Flower）

### 脱退（卒業）
- 1月1日 - ネル・ネール（BiS）
- 1月5日 - ノブリル（みそっかす）
- 1月7日 - 夢眠ねむ（でんぱ組.inc）
- 1月7日 - 藤田奈那（AKB48）
- 1月11日 - 渡邉ひかる、宮崎理奈、溝手るか、浅川梨奈、内村莉彩（SUPER☆GiRLS）
- 1月13日 - 岩方虹夏、橋本彩花、横澤星流（パンダみっく）
- 1月13日 - 関口なほ（神宿）
- 1月14日 - 錦織めぐみ（Luce Twinkle Wink☆）
- 1月16日 - 川村健司（TRIPLANE）
- 1月18日 - KENT（メロフロート）
- 1月20日 - 小鳥こたお（あヴぁんだんど）
- 1月23日 - 是永亮祐（雨のパレード）
- 1月25日 - タイゾ、靖乃（Kra）
- 1月26日 - 武井梨緒（ナナランド）
- 1月29日 - のなめら（幽世テロルArchitect）
- 1月30日 - 竹井玲那、増田悠那、下田渚、小池真絢、立川紅葉（アイドルカレッジ）
- 1月31日 - Hiromu（SpecialThanks）
- 2月2日 - ◎屋しだれ（ゆくえしれずつれづれ）
- 2月2日 - 青山玲子、岡村明奈、林弓束、松本ルナ（predia）
- 2月5日 - 西田修大、reddam、クロ（吉田ヨウヘイgroup）
- 2月11日 - 瀬斗光黄（風男塾）
- 2月17日 - SHOHEI（SA）
- 2月28日 - TANNY（GOOD4NOTHING）
- 3月1日 - 水希蒼（A応P）
- 3月1日 - 杉本亘（yahyel）
- 3月4日 - YUKA EMPiRE（EMPiRE）
- 3月11日 - 梁川奈々美（カントリー・ガールズ、Juice=Juice）
- 3月13日 - V.I（BIGBANG）
- 3月14日 - チェ・ジョンフン（FTISLAND）
- 3月16日 - らみたたらった（校庭カメラガールドライ）
- 3月21日 - 渡邊ちこ（notall）
- 3月23日 - 星里奈（ハコイリ♡ムスメ）
- 3月25日 - 井村知治（Northern19）
- 3月27日 - Ryosuke Odagaki（The fin.）
- 3月28日 - ケントボーイズ、ソトムラカイト、カネコトモヤ（THE BOYS&GIRLS）
- 3月30日 - 岡田万里奈（LoVendoЯ）
- 3月30日 - Rina、Risa（Carat）
- 3月30日 - 麻生真彩、日高麻鈴、新谷ゆづみ（さくら学院）
- 3月31日 - 衛藤美彩（乃木坂46）
- 3月31日 - 瀬々信（アーバンギャルド）
- 3月31日 - 小泉明音（ヲルタナティヴ）
- 3月31日 - 小畑優奈（SKE48）
- 3月31日 - 高木祥太（エドガー・サリヴァン）
- 3月31日 - 西平匠杜（Koochewsen）
- 4月8日 - 椎名るか（ロッカジャポニカ）
- 4月10日 - コシミズカヨ（FINLANDS）
- 4月13日 - Hank（noovy）
- 4月21日 - 京佳（夢みるアドレセンス）
- 4月22日 - 奥村政佳（RAG FAIR）
- 4月25日 - よこしん（PAN）
- 4月28日 - 指原莉乃（HKT48）
- 4月28日 - 咎憐无（ぜんぶ君のせいだ。）
- 4月29日 - 内山あみ（ロッカジャポニカ）
- 4月30日 - 渚まお（転校少女*）
- 4月30日 - 上田美沙季（おとめボタン）
- 5月5日 - 安藤千紗（LinQ）
- 5月6日 - 千夏、優美香（Chuning Candy）
- 5月6日 - 風間玲マライカ（sora tob sakana）
- 5月8日 - 岩渕ひな、原口みなみ、中尾みき（PiiiiiiiN）
- 5月11日 - 城恵理子（NMB48）
- 5月16日 - Velladon（Vampillia・VMO）
- 5月19日 - 山口真帆、長谷川玲奈、菅原りこ（NGT48）
- 5月20日 - 中森泰弘（SOLEIL）
- 5月20日 - 吉井香奈恵（9nine）
- 5月22日 - 百百百華、相澤萌楓、森田美玲（NEO JAPONISM）
- 5月24日 - 伊藤かりん（乃木坂46）
- 5月25日 - 児玉せりか（桃色革命）
- 5月31日 - 内山命（SKE48）
- 6月2日 - 坂井朝香、小日向舞菜（LinQ）
- 6月3日 - キノシタタクヤ（FOMARE）
- 6月8日 - 雨宮かのん（はちみつロケット）
- 6月9日 - 兒玉遥（HKT48）
- 6月12日 - B.I（iKON）
- 6月16日 - マリン・バ（WAgg）
- 6月17日 - 宮崎由加（Juice=Juice）
- 6月18日 - 和田彩花（アンジュルム）
- 6月18日 - すいの（raymay）
- 6月22日 - 山田菜々美（AKB48）
- 6月23日 - 西ひより（煌めき☆アンフォレント）
- 6月29日 - 相沢美玲（桃色革命）
- 6月30日 - 斉藤優里（乃木坂46）
- 6月30日 - 永田涼司（The Floor）
- 6月30日 - 春川桃菜（READY TO KISS）
- 7月1日 - 愛迫みゆ（愛乙女☆DOLL）
- 7月3日 - 儀間崇（MONGOL800）
- 7月4日 - シャイシャイコ（MIGMA SHELTER）
- 7月8日 - 神谷さくら（ヲルタナティヴ）
- 7月11日 - カンイン（SUPER JUNIOR）
- 7月15日 - さいごうみずき（Ange☆Reve）
- 7月21日 - 藤咲まみ、楠花純（桃色革命）
- 7月28日 - 石川夏海、延命杏咲実、小田中穂、永井穂花（ラストアイドル）
- 7月29日 - 橋村理子（アップアップガールズ（2））
- 7月30日 - 長濱ねる（元けやき坂46、欅坂46）
- 8月6日 - 高橋真由（ラストアイドル）
- 8月6日 - レナ（ヤなことそっとミュート）
- 8月11日 - 柿崎芽実（元けやき坂46、日向坂46）
- 8月13日 - マナコ・チー・マナコ（BiS）
- 8月14日 - マツザカタクミ（Awesome City Club）
- 8月17日 - Dr.まひるん、ミ米ミ、瀬戸まーな、水野たまご（SAKA-SAMA）
- 8月18日 - 野沢直子（吉本坂46）
- 8月25日 - ASKA（CHAGE and ASKA）[25]
- 8月25日 - ウルウ・ル（WAgg）
- 8月28日 - イ・ジョンヒョン（CNBLUE）
- 9月1日 - 村雲颯香（NGT48）
- 9月1日 - 桜井玲香（乃木坂46）
- 9月1日 - 小桃音まい（桃色革命）
- 9月1日 - PAZZ（GASTUNK）
- 9月4日 - 畝狹怜汰（SUNNY CAR WASH）
- 9月5日 - 宮里悠平（HY）
- 9月7日 - 北川せつら（BOYS AND MEN研究生）
- 9月9日 - Lin（NOCTURNAL BLOODLUST）
- 9月14日 - アサカワヒロ（LEGO BIG MORL）
- 9月20日 - NOA（IVOLVE）
- 9月25日 - 勝田里奈（アンジュルム）
- 9月29日 - 篠田萌（ラストアイドル）
- 9月29日 - 我妻桃実（ハコイリ♡ムスメ）
- 9月30日 - あの（ゆるめるモ!）
- 9月30日 - 錦戸亮（関ジャニ∞）[27]
- 9月30日 - 佐藤杏樹（NGT48）
- 9月30日 - 早川知輝（odol）
- 10月 - 良原涼太（突然少年）
- 10月1日 - 菅野芹那（アキシブproject）
- 10月6日 - 須田悠希（THURSDAY'S YOUTH）
- 10月6日 - 大門果琳（26時のマスカレイド）
- 10月7日 - ズズ・デス（BiS）
- 10月12日 - 奥田直広、古川雄大、宮田晴奈、ラビンユー（Special Favorite Music）
- 10月16日 - 武井紗良（NMB48）
- 10月19日 - 河合ひかる、鈴木佳奈（C.C.ガールズ3）
- 10月22日 - 寺島和花、戸羽望実（ハコイリ♡ムスメ）
- 10月22日 - やっこ（Q'ulle）
- 10月22日 - Kuboty（TOTALFAT）
- 10月30日 - 川上礼奈（NMB48）
- 11月6日 - 香山あむ（monogatari）
- 11月10日 - 藤守怜生（風男塾）
- 11月10日 - 柚餅子みこ（simpatix）
- 11月12日 - 飯田祐馬（KANA-BOON）
- 11月15日 - 平瀬美里（B.O.L.T）
- 11月16日 - 岡田夢以（転校少女*）
- 11月18日 - KenKen（Dragon Ash）サポート終了
- 11月23日 - ISSUGI、仙人掌、Mr.PUG（DOWN NORTH CAMP）
- 11月30日 - 太田夢莉（NMB48）
- 11月30日 - 田中俊介（BOYS AND MEN）
- 12月7日 - 阿部耕作（チリヌルヲワカ）
- 12月8日 - 三島遥香（STU48）
- 12月8日 - 清原梨央、本城珠莉亜（ラストアイドル）
- 12月10日 - 中西香菜（アンジュルム）
- 12月10日 - 岸波藍（セプテンバーミー）
- 12月12日 - きまるモッコリ（二丁目の魁カミングアウト）
- 12月14日 - 大平ひかる（アメフラっシ）
- 12月15日 - KOHKI（EBiSSH、ONE N' ONLY）
- 12月20日 - 荻野可鈴、志田友美、小林れい、水無瀬ゆき（夢みるアドレセンス）
- 12月20日 - 太田奈緒（AKB48）
- 12月20日 - 西岡健吾（MAG!C☆PRINCE）
- 12月23日 - NAKA（The BONEZ）
- 12月23日 - 郡司英里沙（Pimm's）
- 12月23日 - 兎凪さやか（ZOC）
- 12月24日 - 花川芽衣（22/7）
- 12月29日 - 福本有希（PRIZMAX）
- 12月31日 - Young SEX（Tajyusaim Boyz）
- 12月31日 - fanamo'（踊Foot Works）
- 12月31日 - 石橋蛍（SUPER☆GiRLS）
- 12月31日 - 浦田直也（AAA）
- 12月31日 - ハナエモンスター（WAgg）

## 逮捕
| 1月28日  | SIMON JAP                   | 暴行容疑                        |
| 3月12日  | ピエール瀧（電気グルーヴ）  | 麻薬取締法違反容疑              |
| 4月19日  | 浦田直也（AAA）             | 暴行容疑                        |
| 5月22日  | 田口淳之介（元KAT-TUN）     | 大麻取締法違反容疑              |
| 7月19日  | JESSE・KenKen（RIZE）       | 大麻取締法違反容疑              |
| 8月1日   | Lin（NOCTURNAL BLOODLUST）  | 大麻取締法違反容疑              |
| 9月21日  | REIGA・KEISUKE（HOTOKE）    | 大麻取締法違反容疑              |
| 11月3日  | 鎮座DOPENESS（FNCY）        | 大麻取締法違反容疑（現行犯）    |
| 11月6日  | 田代まさし（ラッツ&スター） | 覚せい剤取締法違反容疑（3回目） |
| 11月16日 | 沢尻エリカ                  | 麻薬取締法違反容疑              |

## 改名・表記変更
- 1月1日 - 三代目 J Soul Brothers from EXILE TRIBE→三代目 J SOUL BROTHERS from EXILE TRIBE
- 2月12日 - けやき坂46→日向坂46
- 2月14日 - 琉弥→宮世琉弥（M!LK）
- 3月4日 - ぼくのりりっくのぼうよみ→たなか
- 3月14日 - Sentimental boys→Os Ossos
- 3月30日 - つぼみ→つぼみ大革命
- 4月12日 - OVERGROUND ACOUSTIC UNDERGROUND→OAU
- 5月1日 - ジュリアナの祟り→エナツの祟り
- 5月29日 - まみれた→MAMIRETA
- 6月13日 - J☆Dee'Z→Jewel
- 6月20日 - 幽世テロルArchitect→KAQRIYOTERROR
- 6月20日 - 安藤ゆず→日和ゆず
- 7月1日 - MONSTER大陸→MONSTER-TAIRIKU
- 7月1日 - Bird Bear Hare and Fish→BBHF
- 7月17日 - phatmans after school→saji
- 8月7日 - BATTLE STREET→原因は自分にある。
- 8月23日 - CRAZYBOY→CrazyBoy
- 8月24日 - (アリス九號.→Alice Nine.→)A9→アリス九號.
- 9月12日 - アンテナ→ANTENA
- 10月2日 - 校庭カメラアクトレス→カメトレ
- 11月16日 - 桜エビ〜ず→ukka
- 11月25日 - Orangeade→conte
- 12月15日 - -KARMA- → KALMA
- 12月29日 - (知る権利→)TENDER TEMPER→知る権利

## 死去
- 1月5日 - エリック・ヘイドック（ホリーズ）
- 1月6日 - 天地総子
- 1月12日 - Kei（Fear, and Loathing in Las Vegas）
- 1月17日 - ウジ・ヴィーゼル
- 1月19日 - テッド・マッケンナ（センセーショナル・アレックス・ハーヴェイ・バンド）
- 1月22日 - 栗本尊子
- 1月26日 - ウィルマ・リップ
- 1月26日 - ジャン・ギユー
- 1月26日 - ミシェル・ルグラン
- 1月29日 - ジェームス・イングラム
- 1月31日 - 寺田嘉代（ドリーミング）
- 2月1日 - アレックス・ブラウン（ゴリラ・ビスケッツ）
- 2月4日 - ヴャチェスラフ・オフチニコフ
- 2月11日 - 岸部清（東京ウエスタンボーイズ）
- 2月13日 - ハンス・シュタットルマイア
- 2月15日 - 内田正人（ザ・キング・トーンズ）
- 2月15日 - コフィ・バーブリッジ（テデスキ・トラックス・バンド）
- 2月20日 - ヘーラルト・クルツ（アース・アンド・ファイアー）
- 2月21日 - ジャン＝クリストフ・ブノワ
- 2月21日 - セケイラ・コスタ
- 2月21日 - ピーター・トーク（モンキーズ）
- 2月21日 - 倉田冬樹（FEEL SO BAD）
- 2月23日 - 樹美音
- 2月25日 - マーク・ホリス（トーク・トーク）
- 2月26日 - アンディ・アンダーソン（ザ・キュアー）
- 2月26日 - 石塚BERA伯広（筋肉少女帯）
- 2月27日 - ダグ・サンダム（ザ・フー）
- 2月28日 - アンドレ・プレヴィン
- 2月28日 - ゲルト・ザイフェルト
- 2月28日 - ステファン・エリス（サバイバー）
- 3月3日 - ピーター・ハーフォード
- 3月4日 - キース・フリント（プロディジー）
- 3月5日 - 灘康次（灘康次とモダンカンカン）
- 3月5日 - ジャック・ルーシェ
- 3月6日 - 森山加代子
- 3月8日 - ジョージ・ナイクルグ
- 3月8日 - ミヒャエル・ギーレン
- 3月11日 - ハル・ブレイン
- 3月16日 - ディック・デイル
- 3月17日 - 内田裕也
- 3月17日 - ヴォルフガング・マイヤー
- 3月25日 - スコット・ウォーカー
- 3月26日 - 萩原健一（ザ・テンプターズ）
- 4月 - 森新吾（DIAMOND☆DOGS）
- 4月1日 - カラベリ
- 4月4日 - 松原裕
- 4月5日 - サム・ピラフィアン
- 4月5日 - ショーン・スミス（サッチェル・ブラッド）
- 4月5日 - wowaka（ヒトリエ）
- 4月12日 - ジョニー・ハッチンソン（ビートルズ代役）
- 4月13日 - ポール・レイモンド（UFO）
- 4月16日 - イェルク・デームス
- 4月18日 - 有馬三恵子
- 4月22日 - ヘザー・ハーパー
- 4月22日 - デイヴ・サミュエルズ（スパイロ・ジャイラ）
- 4月25日 - 遠藤ミチロウ（ザ・スターリン）
- 4月30日 - ベッチ・カルヴァーリョ
- 4月30日 - ブーン・グールド（レベル42）
- 5月8日 - 杉谷昭子
- 5月10日 - 岡雄三（ヒトサライ）
- 5月13日 - ドリス・デイ
- 5月14日 - 末永直行
- 5月14日 - マイク・ヴィルヘルム（ザ・シャーラタンズ・フレイミン・グルーヴィーズ）
- 5月31日 - パディ・ファヒー
- 5月31日 - ロッキー・エリクソン（13thフロア・エレベーターズ）
- 6月4日 - 河村要助
- 6月6日 - ドクター・ジョン
- 6月6日 - 島武実（プラスチックス）
- 6月8日 - アーサー・フラッケンポール
- 6月8日 - アンドレ・マトス（ヴァイパー・アングラ・シャーマン）
- 6月10日 - ポール・シニガル
- 6月13日 - 千家和也
- 6月14日 - SNOBゆか
- 6月19日 - 2代目鈴木正夫
- 6月20日 - ヨースケ@HOME
- 6月23日 - デイヴ・バーソロミュー
- 6月27日 - ルイ・ティリー
- 6月29日 - ゲイリー・ダンカン（クイックシルヴァー・メッセンジャー・サーヴィス）
- 7月1日 - シド・ラミン
- 7月1日 - ボグスワフ・シェッフェル
- 7月5日 - 芝祐靖
- 7月5日 - パオロ・ヴィナッチャ
- 7月6日 - ジョアン・ジルベルト
- 7月9日 - ジャニー喜多川
- 7月9日 - アーロン・ローザンド
- 7月9日 - デイヴィッド・J・キーズ（ルネッサンス）
- 7月12日 - ラッセル・スミス（アメージング・リズム・エイセズ）
- 7月21日 - ベン・ジョンストン
- 7月22日 - アート・ネヴィル（ミーターズ・ネヴィル・ブラザーズ）
- 7月24日 - ハルトムート・クルーク
- 7月25日 - 小笠原美都子
- 7月25日 - アンナー・ビルスマ
- 8月1日 - イアン・ギボンズ（キンクス）
- 8月6日 - ニッキー・ワンダー（ワンダーミンツ）
- 8月12日 - DJ Arafat
- 8月16日 - 中村典正
- 8月18日 - ヘルムート・フロシャウアー
- 8月19日 - セルジオ・ペルティカローリ
- 8月21日 - セルソ・ピニヤ
- 8月27日 - 野坂操壽 (2代目)
- 9月1日 - ラドミル・エリシュカ
- 9月7日 - ズジスワフ・ショスタク
- 9月7日 - ロジェ・ブトリ
- 9月10日 - ダニエル・ジョンストン
- 9月15日 - リック・オケイセック（カーズ）
- 9月17日 - ダニエル・ワイエンベルク
- 9月18日 - 徳江尚子
- 9月18日 - トニー・ミルズ（シャイ・TNT）
- 9月19日 - ラリー・ウォリス（モーターヘッド）
- 9月20日 - ヨンリコ・スコット（デレク・トラックス・バンド）
- 9月25日 - パウル・バドゥラ＝スコダ
- 9月26日 - マイロン・ブルーム
- 9月29日 - 佐藤しのぶ
- 9月30日 - ジェシー・ノーマン
- 10月1日 - カレル・ゴット
- 10月2日 - ギヤ・カンチェリ
- 10月2日 - モルテン・スタッツァー（アーティレリー）
- 10月2日 - キム・シャタック（ザ・マフス）
- 10月6日 - ジンジャー・ベイカー（クリーム）
- 10月6日 - ラリー・ヤンストロム（38スペシャル・レーナード・スキナード）
- 10月8日 - マルコム・ダンカン（アヴェレイジ・ホワイト・バンド）
- 10月12日 - ジェリー・マギー（ザ・ベンチャーズ）
- 10月14日 - ソルリ（f(x)）
- 10月15日 - ホセイン・デフラヴィー
- 10月22日 - レイモンド・レッパード
- 10月22日 - ハンス・ツェンダー
- 10月23日 - ロランド・パネライ
- 10月23日 - ハンスハインツ・シュネーベルガー
- 10月25日 - 周文中
- 10月26日 - ポール・バレア（リトル・フィート）
- 10月28日 - ユッタ・ツォフ
- 10月下旬 - ドクター田中（すかんち）
- 11月2日 - マリー・ラフォレ
- 11月3日 - フリーデマン・レイヤー
- 11月4日 - ティミ・ハンセン（マーシフル・フェイト）
- 11月9日 - エリオ・ボンコンパーニ
- 11月10日 - ヴェルナー・アンドレアス・アルベルト
- 11月11日 - 平川幸男
- 11月11日 - バッド・アズ（ザ・ドッグ・パウンド）
- 11月17日 - 松本ちえこ
- 11月24日 - ク・ハラ（KARA）
- 11月30日 - マリス・ヤンソンス
- 12月4日 - ロサ・モレナ
- 12月4日 - 山内“masshoi”優（アニサマバンド）
- 12月8日 - 旗照夫
- 12月9日 - マリー・フレデリクソン（ロクセット）
- 12月10日 - ガーション・キングスレイ
- 12月12日 - ダルトン・ボールドウィン
- 12月13日 - ロイ・ロニー（フレイミン・グルーヴィーズ）
- 12月18日 - アビー・サイモン
- 12月19日 - イノマー（オナニーマシーン）
- 12月24日 - デイヴ・ライリー（ビッグ・ブラック）
- 12月25日 - ペーター・シュライアー
- 12月27日 - ギャレット・リスト
- 12月29日 - ニール・イネス（ボンゾ・ドッグ・ドゥー・ダー・バンド）
- 12月31日 - ヤープ・シュレーダー